# Abtei Saint-Nabor

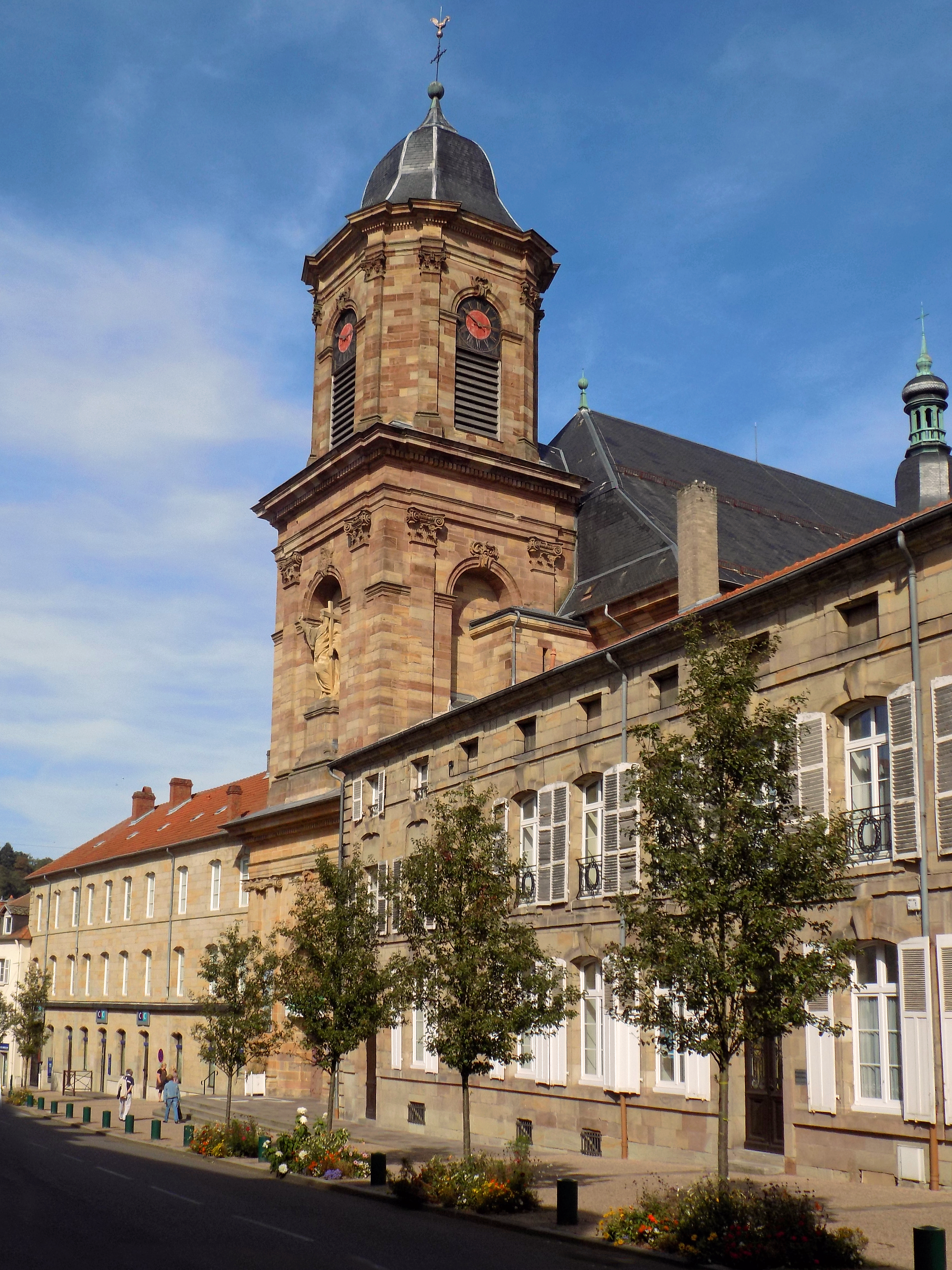
Straßenfassade der Abteikirche St. Nabor mit angrenzenden ehemaligen Klostergebäuden

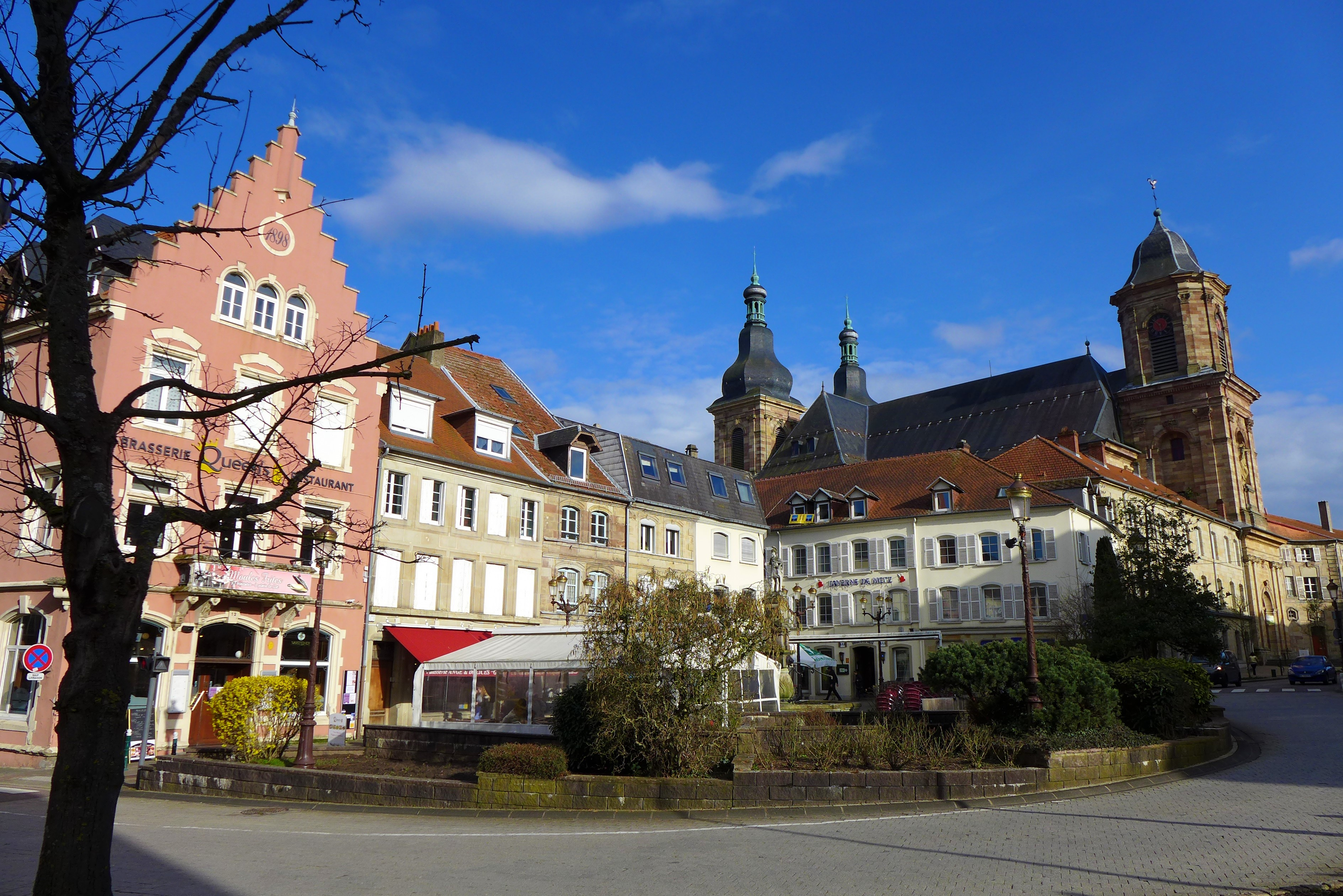
Abteikirche vom historischen Marktplatz aus (heute „Place de la Victoire“)

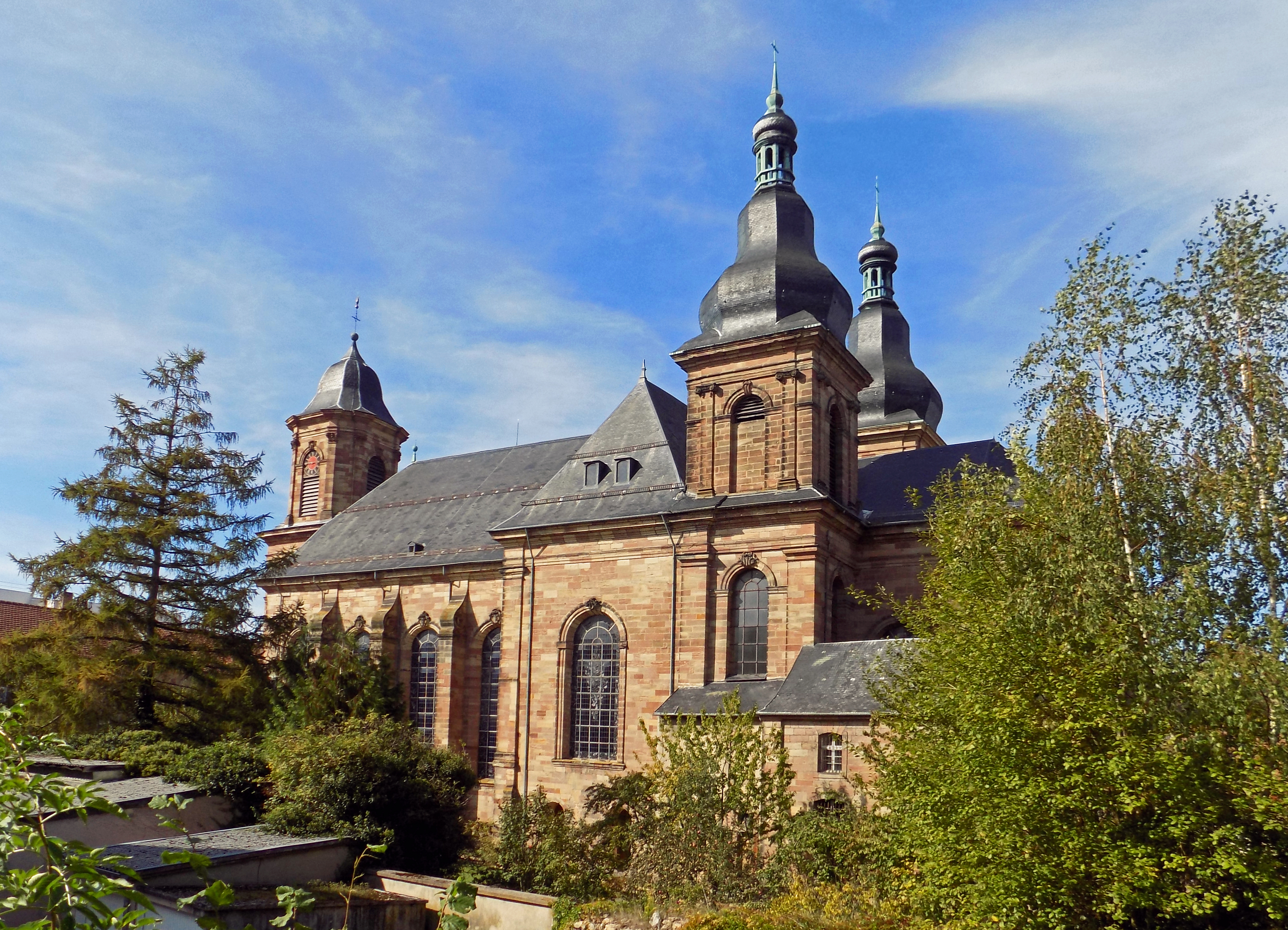
Seitenansicht von St. Nabor

Die Abtei Saint-Nabor (lateinisch Monasterium Sancti Naboris), auch Abtei Saint-Avold, war eine Benediktinerabtei im Bistum Metz in Saint-Avold im heutigen Département Moselle in Lothringen. Sie existierte vom 8. bis in das 18. Jahrhundert. Die seit 1930 denkmalgeschützte Abteikirche aus dem 18. Jahrhundert gehört heute als Pfarrkirche zum Bistum Metz. Patroziniumstag der Kirche ist der Gedenktag der beiden um das Jahr 300 während der Christenverfolgungen Kaisers Diokletians in Lodi enthaupteten Märtyrer Nabor und Felix am 12. Juli.

## Geschichte
Der ungesicherten Überlieferung nach gründete der vermutlich aus Irland stammende Wandermönch Fridolin auf einer Missionsreise im Rahmen der iroschottischen Missionsbewegung in den Jahren zwischen 506 und 510 im Tal der Rossel, einem Nebenfluss der Saar, das Oratorium Hilariacu oder Hilariadum auf dem Terrain des heutigen St. Avold. Fridolin ist auch der Gründer des Klosters Säckingen am Oberrhein bei Basel. Das St. Avolder Kloster entwickelte sich unter dem Schutz der Metzer Bischöfe günstig. Der als heilig verehrte Metzer Bischof Sigebald gründete 734 die Abtei neu, gab ihr den Namen Nova Cella, beschenkte sie reich mit Gütern und starb hier um das Jahr 741. Sein Nachfolger im Amt, der bedeutende Metzer Bischof Chrodegang, förderte ebenfalls die Abtei. Er brachte im Jahr 765 aus Rom die Reliquien der heiligen Märtyrer Nabor und Felix mit und übergab sie der Abtei, die fortan den Patroziniumstitel „Sankt Nabor“ (Monasterium Sancti Naboris) trug. Spärliche Zeugnisse aus dem hohen Mittelalter deuten auf ein eigenes Skriptorium und einen höheren Bildungsstand unter den Mönchen. Der Fernbesitz des Klosters reichte bis in den Wormsgau, im heutigen Rheinland-Pfalz hinein; so wurde etwa die dortige Stephanskirche in Sausenheim um 800 durch die Abtei St. Nabor gegründet und gehörte ihr bis 1493.
Im Verlauf des Mittelalters entwickelte sich um die Abtei St. Nabor eine kleine Stadt, die den Namen der Abtei übernahm. Infolge von Namensabschleifung wurde im lokalen rheinfränkischen Dialekt aus „Sankt Nabor“ „Santerfor“. Aus der lokalen Aussprache machte die französischsprachige Verwaltung später „Saint-Avaux“. Ab dem Jahr 1750 wurde daraus die amtliche Rechtschreibung „Saint-Avold“.
Chrodegangs Nachfolger im Bischofsamt, Angilram von Metz, führte in der Abtei die Regula Benedicti des Benedikt von Nursia ein. Angilram ließ darüber hinaus im 8. Jahrhundert eine neue Klosterkirche errichten. Er selbst wurde dort bestattet und bald als Heiliger verehrt. Diese wurde am Ende des 15. Jahrhunderts bzw. zum Beginn des 16. Jahrhunderts durch Abt Adam von Ruplingen, dessen Grabplatte heute in der Turmvorhalle zu sehen ist, durch einen neuen Bau im Stil der Gotik ersetzt. Unter den Metzer Äbten hatte der Abt von Saint-Avold den ersten Rang inne. 1495 führte man im Konvent die benediktinische Bursfelder Reform ein, die gut hundert Jahre später von der Reform von Saint-Vanne abgelöst wurde.
Nachdem man die gotische Abteikirche Anfang des 17. Jahrhunderts erweitert hatte, wurde sie im 18. Jahrhundert durch den aktuell bestehenden bedeutenden Barockbau ersetzt. Der aus dem lothringischen Saint-Mihiel stammende Benediktinermönch Leopold Durand (ursprünglich François Durand, 1666–1749) entwarf nach Bauten im elsässischen Mittelmünster und im luxemburgischen Echternach die Pläne der neuen Kirche, die zwischen 1755 und 1769 von Maurern und Steinmetzen aus Süddeutschland, Tirol, Frankreich sowie Lothringen errichtet wurde. Im Vorfeld hatte man in den Jahren von 1720 bis 1745 die Klostergebäude mit der Abtsresidenz völlig neu gebaut.
Die Geschichte der Benediktinerabtei endete im Jahr 1791 in den Wirren der Französischen Revolution. Die Abtei wurde zwangsaufgelöst, die Mönche vertrieben und die Klosteranlage als Staatseigentum verkauft. Dank des Prokurators der Zivilgemeinde, Nicolas Pascal Gérardy (1714–1793), der für St. Avold die Übergabe des Abteigebäudes an die Staatsverwaltung verhandelte, konnte die Abteikirche gerettet werden. Durch ein Dekret vom 10. September 1792, das von Georges Danton selbst unterschrieben worden war, wurde die ehemalige Abteikirche ihrer neuen Bestimmung als Pfarrkirche übergeben. Sie ersetzte nun die ehemalige Stadtpfarrkirche St. Peter und Paul, die profaniert und zu einem heute noch bestehenden Wohn- und Geschäftshaus umgebaut wurde. Zu Beginn des 20. Jahrhunderts wurde die ehemalige Abteikirche einer Restaurierung in einem verschwenderischen Neobarock mit aufwändigen Gemälden und Altären unterzogen. Der US-Luftangriff am 9. November 1944 beschädigte das Sakralgebäude schwer. Die Arbeiten zur Beseitigung der Kriegsschäden zogen sich bis in die 1980er Jahre des 20. Jahrhunderts hin. Die neobarocke Ausmalung von Waldemar Kolmsperger der Ältere, der unter anderem auch Schloss Neuschwanstein ausgemalt hatte, wurde vollständig beseitigt. Das Gebäude und die Kunstwerke in der Kirche stehen seit dem Jahr 1930 unter staatlichem Denkmalschutz.

### Skriptorium, Bibliothek und Schule im Mittelalter
Die heute in der Burgerbibliothek Bern als Manuskript 289 befindliche Ausgabe des Martyrologium Hieronymianum aus dem ersten Drittel des 9. Jahrhunderts, die in Metz entstanden ist, weist Einflüsse aus der Abtei Saint-Avold auf.
Das Skriptorium von St. Nabor ist darüber hinaus in zwei Handschriften greifbar, die im frühen 11. Jahrhundert entstanden sind. Nur eine dieser beiden Handschriften (Paris, Bibliothèque nationale de France Lat. 8088) ist heute noch erhalten; sie enthält die Gedichte von Prudentius. Die andere (Metz, Bibliothèque municipale 377) ist im Jahr 1944 verbrannt und enthielt das Werk De consolatione philosophiae des spätantiken römischen Schriftstellers Boethius. Die Herkunft aus St. Nabor erschließt sich aus zeitgenössischen Gedichten, die in diesen Handschriften eingetragen wurden, darunter ein Epitaph auf Bischof Adalbero II. von Metz († 1005). Verfasser der Gedichte ist Konrad von St. Nabor, der zu Beginn des 11. Jahrhunderts als Lehrer in der Klosterschule wirkte.
Für die klösterliche Gelehrsamkeit sind vor allem die Verse auf dem letzten Blatt der Pariser Handschrift aufschlussreich. Der Verfasser lässt in diesem Gedicht den Prudentius-Codex, das Buch selbst sprechen. Es spricht zu einem anderen Buch, einem Lukan-Codex der Benediktinerabtei Saint-Symphorien in Metz, wie aus der Nennung des Abtes Konstantin von Saint-Symphorien (1004–1048) hervorgeht. Das Buch beschreibt seinen Aufenthalt in der Bibliothek von St. Nabor und stellt den Namen Konrads mit gelehrten Spielereien heraus, indem dieser einmal in bfk-Geheimschrift und einmal in griechischen Buchstaben erscheint. Aus der Darstellung wird deutlich, dass das Buch in St. Nabor unter Konrad einen prächtigen Einband erhielt und die Verse des Prudentius mit gelehrten Randnotizen versehen wurden. Glossen zum Prudentius-Text sind in der Handschrift zwischen den Zeilen und am Seitenrand reichlich vorhanden.
| Lateinischer Originaltext: Cum iuvenis splendens fueram, mutuatus adibam Coenobium sanctum celso Nabore sacratum, In quo praeclari multa et virtute probati Insignesque viri desudant laude perhenni; In quo pax radiat magna et sapientia regnat. Moribus et sanctis concordia fulget in illis. Illuc cum veni, felicem me reputavi; Nam capite et cauda portavi tergora nuda, Undique nudus eram; sed mox vestitus adibam. Non te sicut me decoratum credo, Lucane, Nec te Constantinus habens vestivit honore Ut me Cxpnrbdxs, qui sit semper benedictus; Cuius sic studiis signis fulgesco novellis, Margine deque meo nunc plura problemata pango. Quę quicumque legis, dic: Vivant semper in altis Sancto Nabori famulantes sorte perhenni! O quicumque libens versus aspexeris istos Undique et adpositos, utiles et iure legendos, Dic: ΚΟΥѠΝΡΑΔѠ sit vita salusque misello. | Übersetzung ins Deutsche: Als ich ein strahlender Jüngling war, betrat ich nach dem Stimmbruch das heilige, dem großen Nabor geweihte Kloster, in dem berühmte, in unablässiger Tugend erprobte und mit bleibendem Lob ausgezeichnete Männer arbeiten, in dem Friede strahlt und große Weisheit regiert. In diesen glänzt die Eintracht durch heiligen Lebenswandel. Als ich hierher kam, schätzte ich mich glücklich, denn ich trug vorne und hinten einen nackten Rücken, von allen Seiten her war ich nackt, doch bald kam ich bekleidet daher. Ich glaube nicht, dass du, Lukan, so verziert bist, wie ich, und auch Konstantin, in dessen Besitz du bist, hat dich nicht mit einer Ehre bekleidet wie mich Konrad, der immer gesegnet sei; durch dessen Studien glänze ich so mit neuen Zeichen, und von meinen Seitenrändern werfe ich nun viele Fragen auf. Wer auch immer du dies liest, sprich: „Es sollen immer hoch leben die Diener von Sankt Nabor in bleibendem Glück!“ Oh, wer auch immer du diese Verse anschaust, die von allen Seiten mit Nützlichem und Lesenswertem ergänzt sind, sprich: „Leben und Heil sei dem elenden Konrad.“ |

Die Frage, ob das Berner Martyrologium (Bern, Burgerbibliothek 289), eine Handschrift des späten 8. und 9. Jahrhunderts, ebenfalls in St. Nabor geschrieben wurde, ist nicht abschließend geklärt. Für die Entstehung in St. Nabor traten unter anderen Henri Tribout de Morembert und Stefan Flesch ein. Von Seiten der Paläographie wird diese Ansicht nicht unbedingt geteilt. Sowohl für die älteste Schicht aus dem späten 8. Jahrhundert als auch für die beiden jüngeren Schichten des 9. Jahrhunderts gilt Metz als Schriftheimat.
Seit dem Anschluss der Abtei St. Nabor an die Kongregation von St. Vanne im Jahr 1607 erlebte das Kloster in St. Avold eine geistige Erneuerung und einen zahlenmäßigen Zuwachs an Klostereintritten. In der Folgezeit öffnete sich die Abtei den neuen Ideen der beginnenden Aufklärung. Auch die Bibliothek muss in dieser Zeit einen Aufschwung erlebt haben. Allerdings sind aus ihrem Bestand nur sehr wenige Bücher erhalten geblieben. Ein vollständiger Bibliothekskatalog existiert nicht mehr. Aufschlüsse über die Bestände bieten in geringem Maße die unvollständigen Inventarlisten aus der Zeit der Auflösung des Klosters in der Französischen Revolution.
Aufgrund des Dekrets der französischen Konstituante zur Einziehung sämtlicher Kirchengüter vom 2. November 1789, ergänzt am 27. November 1790, wurde die Klosterbibliothek amtlich versiegelt, und die Gemeindebeamten wurden mit der Bestandsaufnahme aller Bibliotheksinhalte beauftragt. In St. Avold stellte Joseph Becker, der im Sommer 1789 bereits als Gründungsmitglied eines vaterländischen Ausschusses aufgetreten war und später als Mitglied des Nationalkonvents amtieren sollte, am 28. April 1790 bei einer Inspektion der Bibliothek fest, dass die Siegel nicht mehr intakt waren. Weiterhin entdeckte er, dass Schubladen entwendet worden waren und in Regalfächern Buchbestände durch hölzerne Attrappen ersetzt worden waren. Die Bibliothek war also bereits teilweise ausgeplündert worden.
Im Jahr 1791 wurden in der Klosterbibliothek durch den Distriktskommissar Nicolas-Pascal Gérardy Bücher erfasst, die ihm aufgrund ihres Alters und ihrer Themenstellung als wichtig erschienen. Als Kriterium nannte er, er wolle die Nationalversammlung nicht mit Büchern ärgern, die es nicht verdienen, gelesen zu werden. So vernichtete Gérardy mit der Begründung, dass in Frankreich durch die Revolution ja die Feudalrechte aufgehoben worden waren, sämtliche Bücher und Dokumente der Abtei, die diesem Thema gewidmet waren.
Von den 3139 Büchern, die die Abtei im Jahr 1789 besaß, konnten im Nationalarchiv nur noch 117 Titel identifiziert werden. Aufgrund des fragmentarischen Charakters des Inventars lässt sich keine endgültige Schlussfolgerung zu den Themengebieten der Klosterbibliothek ziehen. Der überlieferte Minimal-Katalog zeigt Parallelen zu den Beständen der übrigen Klöster der Kongregation. Das Titelspektrum weist eine große Vielseitigkeit hinsichtlich der vertretenden Wissensgebiete auf. Hauptgebiete des Katalogs sind verständlicherweise die Theologie, die Philosophie und Werke antiker griechischer und römischer Autoren. Neben diesen religiösen und klassischen Werken scheinen die Naturwissenschaften, die Geschichtswissenschaft und die Sprachwissenschaften ebenfalls eine große Rolle gespielt zu haben. Darüber hinaus enthielt die Bibliothek geographische Beschreibungen fremder Kontinente und Länder sowie Titel juristischer und ökonomischer Ausrichtung. Die Encyclopédie ou Dictionnaire raisonné des sciences, des arts et des métiers, herausgegeben von Denis Diderot und Jean Baptiste le Rond d’Alembert, war in St. Nabor mit allen ihren Bänden vorhanden, was zeigt, dass sich die traditionsreiche Benediktinerabtei St. Nabor am Vorabend der Revolution den Ideen der Aufklärung geöffnet hatte.

## Architektur

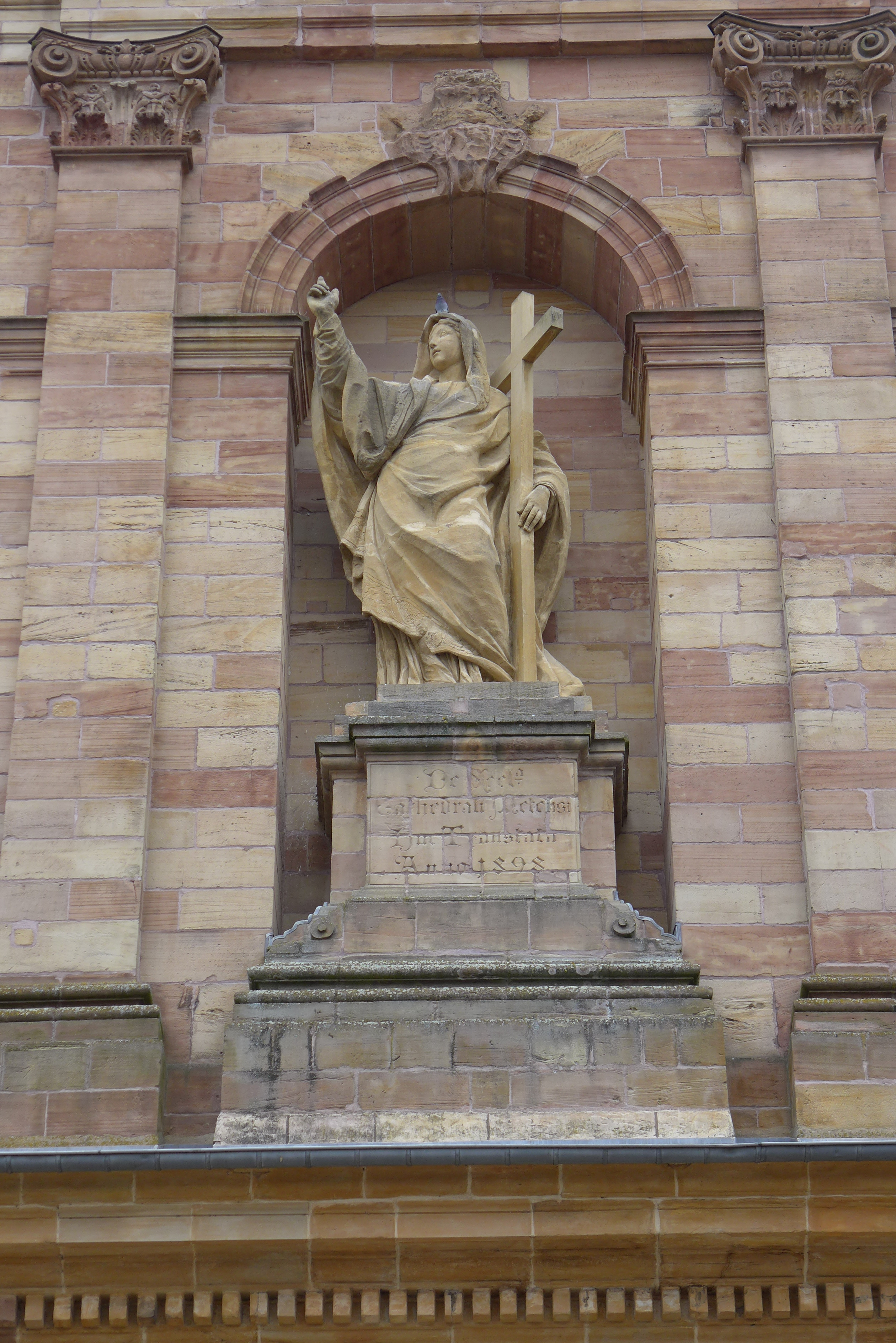
Allegorie der Religion in der Fassadennische; die Sockelinschrift weist auf die Herkunft von der Metzer Domfassade sowie die Übertragung nach St. Avold im Jahr 1898 hin.

Die geostete Abteikirche ist aus Buntsandstein gebaut, der aus örtlichen Steinbrüchen stammt. Die spätbarock-klassizistische Kirche hat die Form einer dreischiffigen Hallenkirche mit Querhaus auf dem Grundriss eines lateinischen Kreuzes.
Grundform ist eine regionale Sonderform des Longitudinalbaues. Diese Sonderform findet sich zumeist als Ordenskirche in Lothringen und der Franche-Comté sowie an der heutigen belgisch-französischen Grenze. Die nordfranzösische Gruppe basiert auf einer ungebrochenen mittelalterlichen Tradition. Die Schmuckformen folgen eher dem flämischen Manierismus und seinem Barock als dem Klassizismus Frankreichs. Besonders die Jesuiten bevorzugten diese Freisäulenhallen für ihre Kirchenbauten. Ein Vorbild für die lothringischen Freisäulenhallen war die ehemalige Prämonstratenserabteikirche von Pont-à-Mousson/Mussenbrück an der Mosel, die ab 1705 durch Thomas Mordillac errichtet wurde. Weitere herausragende Beispiele sind die Pfarrkirche Saint-Sébastien (1720–1732) in Nancy von Jean-Nicolas Jennesson sowie die Augustinerchorherrenkirche Saint-Jacques (Fertigstellung 1747) in Lunéville.
Der Glockenturm der St. Avolder Klosterkirche erhebt sich über einem Vorbau des Kirchenschiffes. Der Chor mit halbrunder Apsis wird von zwei Chorflankentürmen nach lothringischen Vorbildern eingefasst. Die äußeren Abmessungen des Gebäudes haben eine Länge von 67 Meter und eine Breite von 28 Metern. Das verschieferte Kirchendach über einem hölzernen Dachstuhl ragt dreißig Meter hoch, der Portalturm 45 Meter, die beiden Chorflankentürme 53 Meter. Über den Türmen erheben sich welsche Hauben. Die Hauben der Chorflankentürme sind zusätzlich mit Laternen und Zwiebelhauben.
Die schmale Turmfassade ist zwischen dem ehemaligen Abtsgebäude (links) und dem Kreuzganggebäude (rechts) eingefasst. Der Raum der heutigen Straße war ursprünglich durch drei Höfe überbaut. Den korbbogenförmigen Abschluss des ersten Hofes erkennt man noch an der kleinen Einschwingung der Kreuzganggebäudefassade rechts des Portalturms. Ähnlich wie bei der etwa zeitgleich ausgeführten Turmfassade der Saarbrücker Basilika St. Johann flankieren je zwei Pilaster mit ionischen Kapitellen das Portal. Über einem Gesims engt sich der quadratische Turmgrundriss im ersten Turmgeschoss ein. Die etwas später als St. Nabor begonnene Saarbrücker Ludwigskirche übernimmt vom St. Avolder Turm den Übergang vom Quadrat zum Oktogon, führt ihn aber höher und eleganter aus. In Saarbrücken wird der Turm statt einer Glockenhaube durch eine Galerie bekrönt.
Die zentrale Rundbogennische ist in St. Avold von zwei Pilastern eingefasst, die mit Kompositkapitellen aus ionischen und korinthischen Elementen abschließen. Die Nische im ersten Stock beherbergt eine großdimensionierte Allegorie der christlichen Religion. Sie wurde ursprünglich von dem aus Namur stammenden Bildhauer Pierre François Leroy (1739–1812) für den Metzer Dom geschaffen. Die klassizistisch geprägte Statue war in ihrer Erstverwendung Teil des in den Jahren von 1764 bis 1768 durch den königlichen Architekten Jacques-François Blondel (1705–1774) am Metzer Dom errichteten Portikus. Die Errichtung des Metzer Domportals von Blondel war die Votivgabe König Ludwigs XV., der im Jahr 1744 in Metz von einer lebensbedrohlichen Krankheit befallen worden war und nach seiner, der göttlichen Hilfe zugeschriebenen Genesung die Umgestaltung der Kathedrale feierlich gelobt hatte. Hinsichtlich des klassizistischen Hauptportal Blondels hatte schon im Jahr 1847 der Metzer Stadtrat den nun als unerträglich empfundenen Stilbruch zwischen den klassizistischen Mantelbauten und der gotischen Kathedrale gerügt und die Auswechselung des Portals zugunsten eines stilechten gefordert. Die Umgestaltung des Domportals erfolgte allerdings erst unter der Ägide Kaiser Wilhelms II. ab dem Jahr 1898. Nach dem Abbruch des klassizistischen Hauptportal Blondels gelangten die beiden monumentalen Portalstatuen nach St. Avold, wo sie seitdem die Fassaden der ehemaligen Klosterkirche Saint-Nabor sowie die der Basilika Notre-Dame-de-Bon-Secours schmücken. Die Portalstatue an der Fassade der St. Avolder Maria-Hilf-Basilika stellte ursprünglich die Allegorie Frankreichs dar, wurde dann aber nach der Neuaufstellung als Allegorie der Hoffnung umgedeutet. Das oktogonale Glockengeschoss mit verschieferter Glockenhaube darüber ist an seinen Kanten mit Kapitellen akzentuiert, die dem korinthischen Stil entsprechen.
Der Innenraum ist mit einem Tonnengewölbe, Rippengewölben und Kreuzrippengewölben überdacht. Die drei Kirchenschiffe werden von unprofilierten, bauchigen Sandsteinsäulen mit vergoldeten Kapitellen korinthischer Ordnung getragen. Die Grundkubatur des St. Avolder Baues überträgt also die Struktur einer gotischen Hallenkirche in den spätbarock-klassizistischen Stil. Einen noch deutlicheren Rückgriff auf die Gotik in der Region unternahm man beim Neubau der Metzer Abtei St. Clemens von 1680 bis 1737, die der lombardische Architekt Giovanni Spinga (1641–1724) weitgehend geleitet hatte. In Metz wie in St. Avold stützen hohe Säulen mit Kompositkapitellen die Gewölbe, die sich über drei Schiffe spannen. Die Metzer Abteikirche verfügt aber zusätzlich über nachgotische Gewölbe. Der weite Kirchenraum von St. Nabor wird von breiten Rundbogenfenstern belichtet. Das Mittelschiff der ehemaligen Klosterkirche weist eine Breite von 10,30 m, die Seitenschiffe eine Breite von 4,40 m auf. Das Interkolumnium beträgt 6 m. Die Gewölbe steigen bis zu einer Höhe von 18 m auf. Das Kirchenschiff ist ohne den Chorbereich 35 m lang.

## Ausstattung

### Turmvorhalle

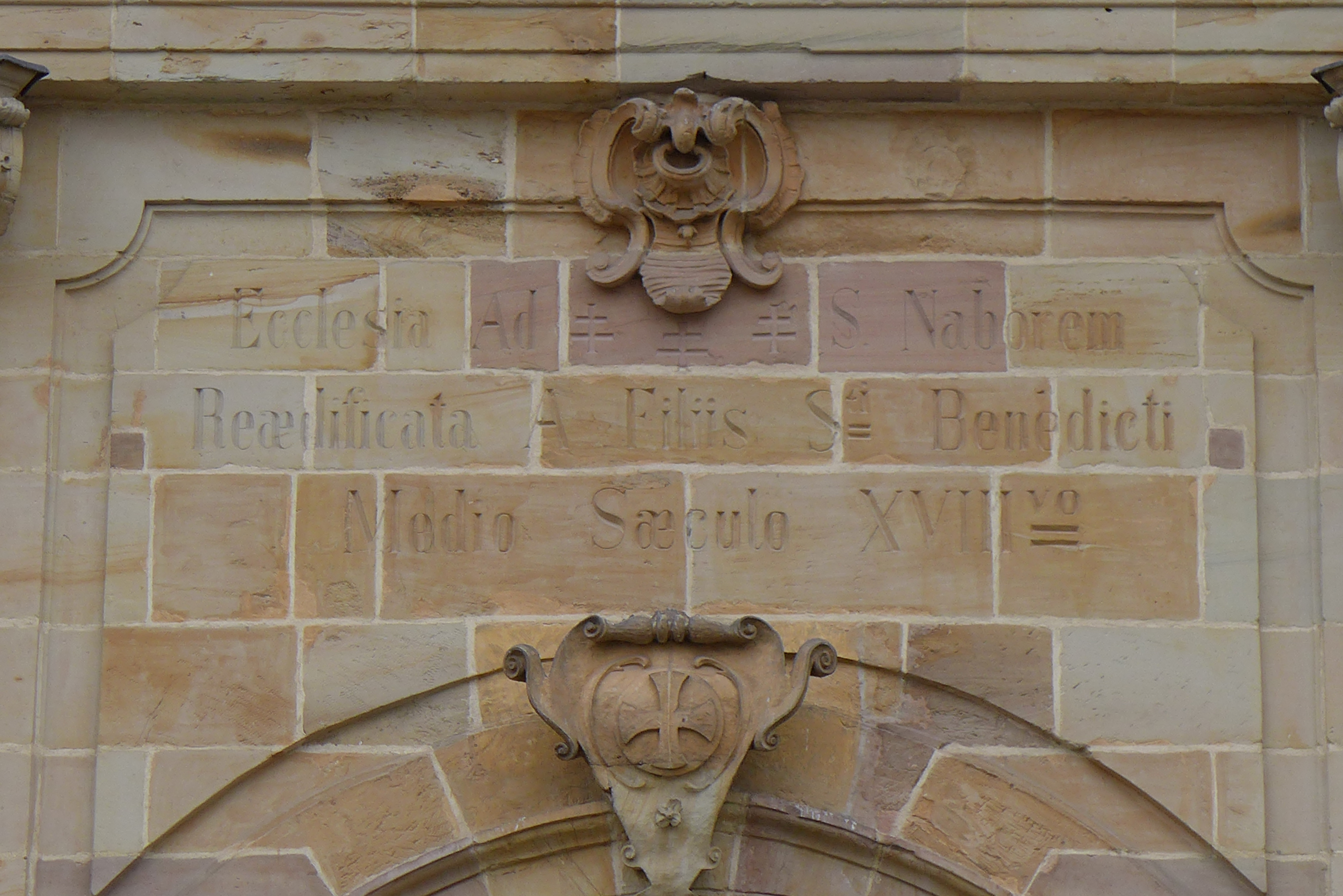
Inschrift über dem Turmportal

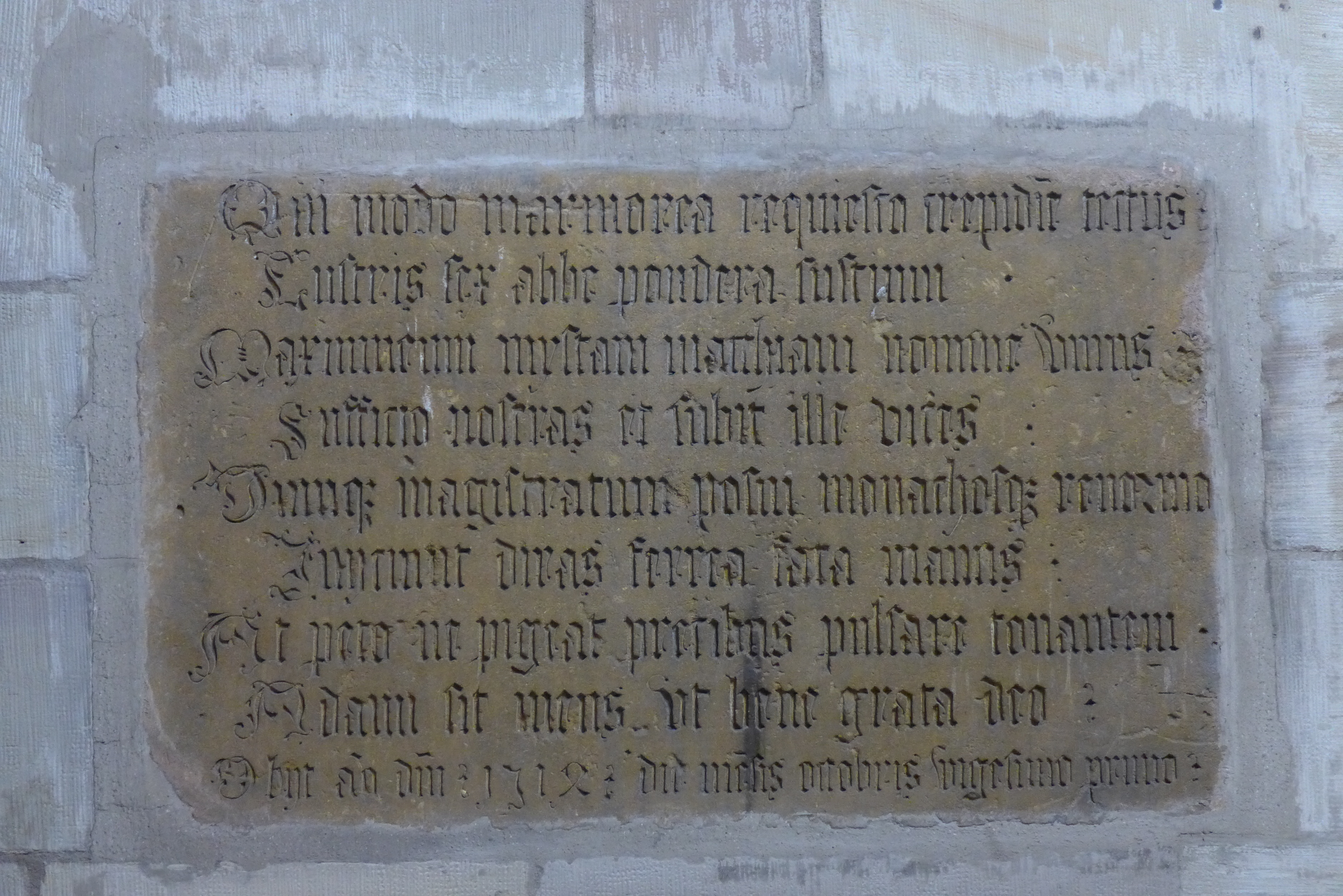
Grabstein des Abtes Adam von Ruplingen in der Turmvorhalle

Die lateinische Inschrift über dem Portal weist auf den spätbarock-klassizistischen Neubau über den älteren Kirchbauten hin: „Ecclesia Ad S. Naborem Reaedificata A filiis Sti Benedicti Medio Saeculo XVIIIvo“ (dt. Übersetzung: „Die Kirche des heiligen Nabor wurde von den Söhnen des heiligen Benedikt in der Mitte des 18. Jahrhunderts wiederaufgebaut.“). In der Eingangshalle der Kirche befindet sich ein in der Wand eingelassener Grabstein des St. Avolder Abtes Adam von Ruplingen (1484–1514), der die Abtei Sankt Nabor der monastischen Reformbewegung der Bursfelder Kongregation anschloss. Der Grabstein stammt ursprünglich aus der Krypta der Kirche, die der Bestattung der Äbte und Mönche diente, und wurde im Jahr 1965 in die Nordmauer des Turmes eingefügt.
Die lateinische Inschrift ist – abgesehen von der letzten Zeile – in elegischen Distichen verfasst. Um die metrischen Regeln der klassischen Verslehre erfüllen zu können, wird die Reichsabtei St. Maximin zu Trier mit dem Adjektiv „Maxmineum“ (Zeile 3) statt „Maximineum“ bezeichnet. Auch die dichterische Form „abbe“ (Zeile 2) statt „abbatis“ als Genitiv von „abbas“ (dt. Abt) gestattete sich der Verfasser aus metrischen Gründen:
Qui modo marmorea requiesco crepidi(n)e tectus,

  Lustris sex abbe pondera sustinui.

Maxmineum mystam Matthiam nomine vivus

  Sufficio, nostras et subit ille vices.

Dumque magistratum posui monachosque renormo,

  Iniiciunt diras ferrea fata manus.

At peto, ne pigeat precibus pulsare tonantem,

  Adami sit mens ut bene grata deo.

Obiit a(nn)o d(omi)ni 1514 die me(n)sis octobris vigesimo primo.
Ins Deutsche übertragen:

„Ich, der ich jetzt, von marmorner Einfassung bedeckt, ruhe, habe 30 Jahre lang die Belastungen eines Abtes ausgehalten. Noch zu Lebzeiten wählte ich einen Priester von der Abtei St. Maximin mit dem Namen Matthias, und jener übernimmt unsere Amtsgeschäfte. Und während ich mein Amt niedergelegt habe und die Mönche neu ordne, legt das eiserne Schicksal die grausamen Hände an. Wohlan denn, ich bitte darum, ohne Verdruss den Donnernden (Gott) durch Bitten anzustoßen, so dass die Seele Adams Gott wohlgefällig sein möge. Er ist verstorben im Jahre des Herrn 1514, am 21. Oktober.“

### Kirchenschiff
lm hinteren Teil des linken Nebenschiffs befinden sich ein ursprünglich farbig gefasstes Heiliges Grab, das um das Jahr 1500 geschaffen wurde. Darüber ist in die Wand ein steinernes Relief eingelassen, das wichtige Stationen im Leben der Gottesmutter Maria darstellt (von links nach rechts: Mariä Verkündigung, Entschlafung Mariens, Geburt Christi) und vermutlich um das Jahr 1460 geschaffen wurde. Das frühere Altarretabel war ebenfalls ursprünglich farbig gefasst. Beide Ausstattungsstücke kamen im Jahr 1802 in die nun als Pfarrkirche genutzte Abteikirche.
In unmittelbarer Nähe steht ein aufwändig geschnitzter neobarocker Beichtstuhl, der im Jahr 1912 vom Colmarer Bildhauer Theophil Klem gefertigt wurde. Die Schnitzereien thematisieren die biblischen Erzählung von König David und Batseba (2 Sam 11 ), nach der Batseba die Frau des königlichen Offiziers Urija war. Während sich ihr Ehemann auf einem Feldzug gegen die Ammoniter befand, beging König David mit Batseba Ehebruch. Als David danach erfuhr, dass Batseba von ihm schwanger geworden war, ließ er Urija in der vordersten Frontlinie hinterlistig sterben, um Batseba heiraten zu können. Dieser Erzählung folgt im Alten Testament unmittelbar die „Strafrede Natans“ in 2 Sam 12 , in der der Prophet Davids Handlungsweise tadelt und als göttliche Strafe den Tod des neugeborenen Kindes ankündigt. Theophil Klem stellt links den Propheten und rechts König David dar. Ein zweiter Beichtstuhl aus der Colmarer Werkstatt von Theophil Klem wurde im Kriegswinter 1944 weitgehend zerstört. Aus den geretteten Elementen dieses zweiten Beichtstuhls fertigte man im Jahr 1965 Teile des heutigen Hochaltars. Klem schuf im Jahr 1910 ebenfalls die neobarocke Orgelempore, die von mächtigen musizierenden Engelsfiguren getragen wird.
Im hinteren rechten Teil des Seitenschiffes befinden sich Statuen aus der zweiten Hälfte des 19. (Heilige Familie und Antonius von Padua mit modernen Lilienkränzen aus brüniertem Metall) und der zweiten Hälfte des 20. Jahrhunderts (Statue des heiligen Joseph). Die große Josefsstatue wurde im 1961 vom St. Avolder Bildhauer Helmuth Müller (* 1910 in Elversberg, † 1989 in St. Avold) geschnitzt. Müller schuf darüber hinaus im Jahr 1986 eine Kopie der Statue der Gottesmutter mit Kind („Vierge à la chaise“) am St. Avolder Marienbrunnen, die im Jahr 1973 gestohlen worden war.
Die große Orgel auf der Empore über dem Haupteingang ist das Werk des aus den Vogesen stammenden Orgelbauers Barthélémy Chevreux, der das Werk 1770/1771 in Saint-Avold schuf. Die Schnitzereien des Orgelgehäuses mit üppigen vegetabilen Ornamenten, musizierenden Putten, massigen Atlantenfiguren und bekrönenden Flammentöpfen stammen von Jacques Gounin. Gounin, der auch für die Fürsten von Nassau-Saarbrücken und die Herzöge von Pfalz-Zweibrücken zahlreiche Bildschnitzerarbeiten ausführte, schnitzte 1769/1770 die Wandvertäfelungen des Chores und der Apsis der Abteikirche St. Nabor sowie die Eingangstür unter der Empore. Die Orgel wurde im Zweiten Weltkrieg durch US-Artilleriebeschuss schwer beschädigt. Erst im Jahr 1987 konnte die Restaurierung des Instrumentes durch den Restaurator Yves Koenig abgeschlossen werden.

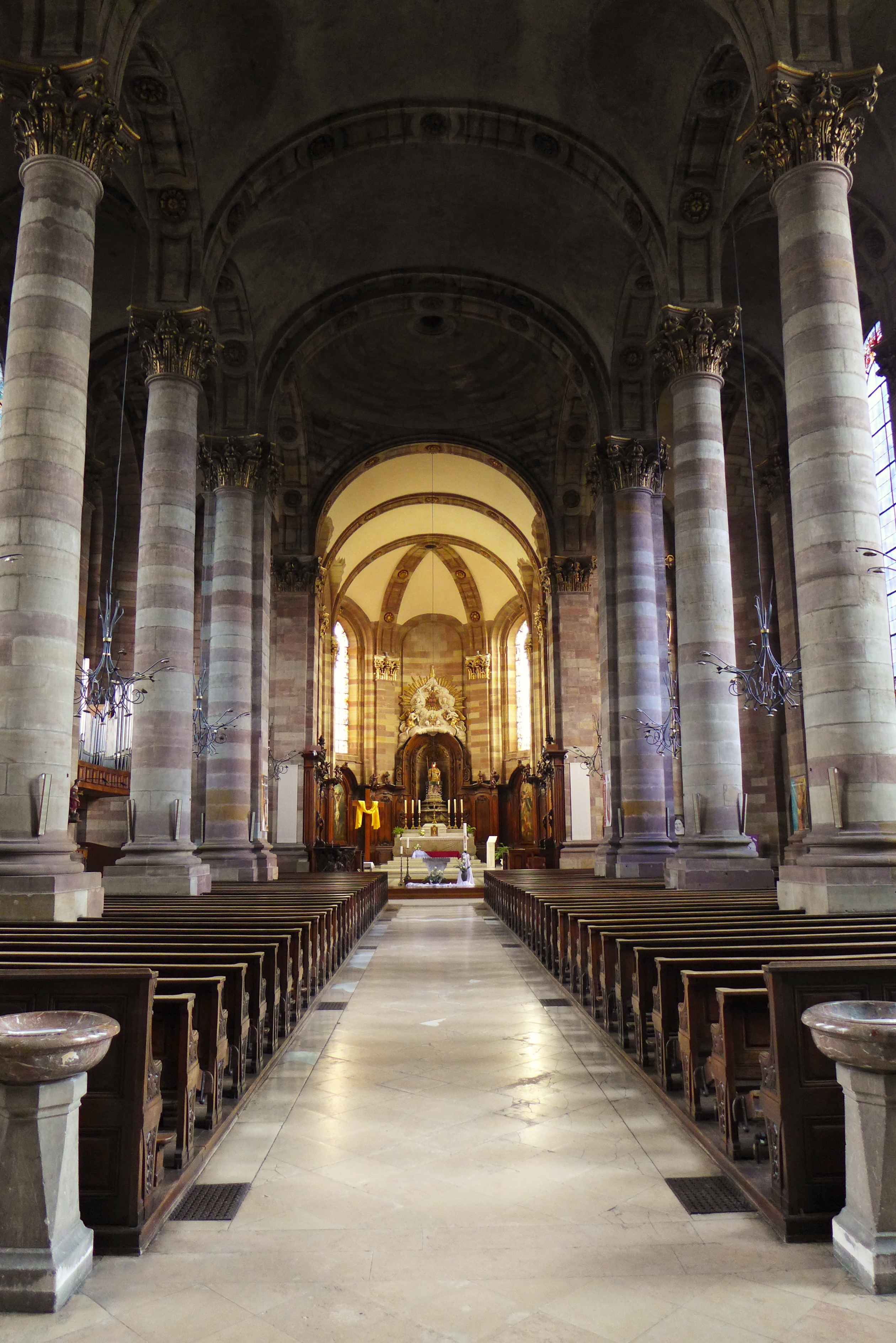
Kirchenschiff mit Blick zur Apsis
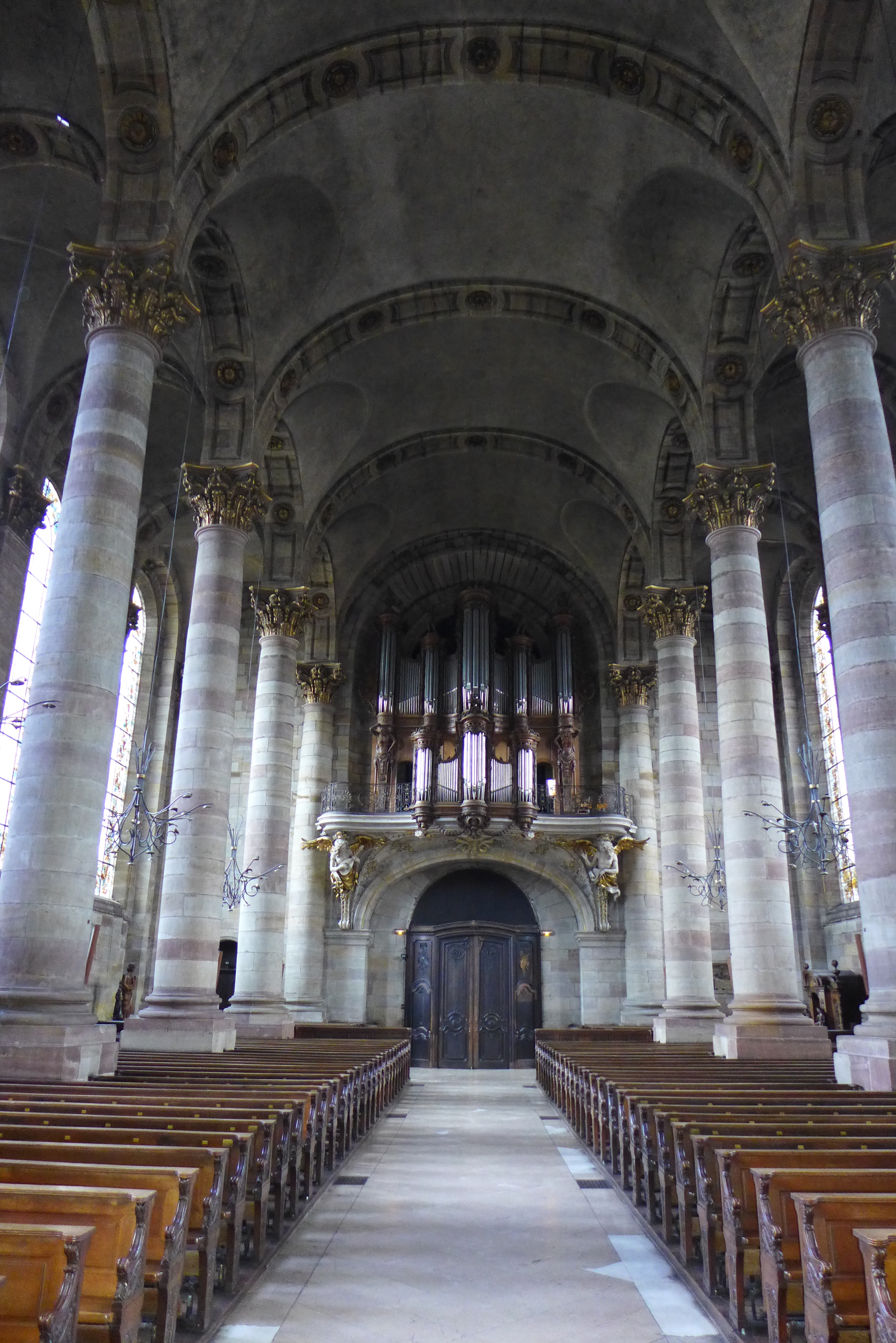
Kirchenschiff mit Blick zur Orgelempore
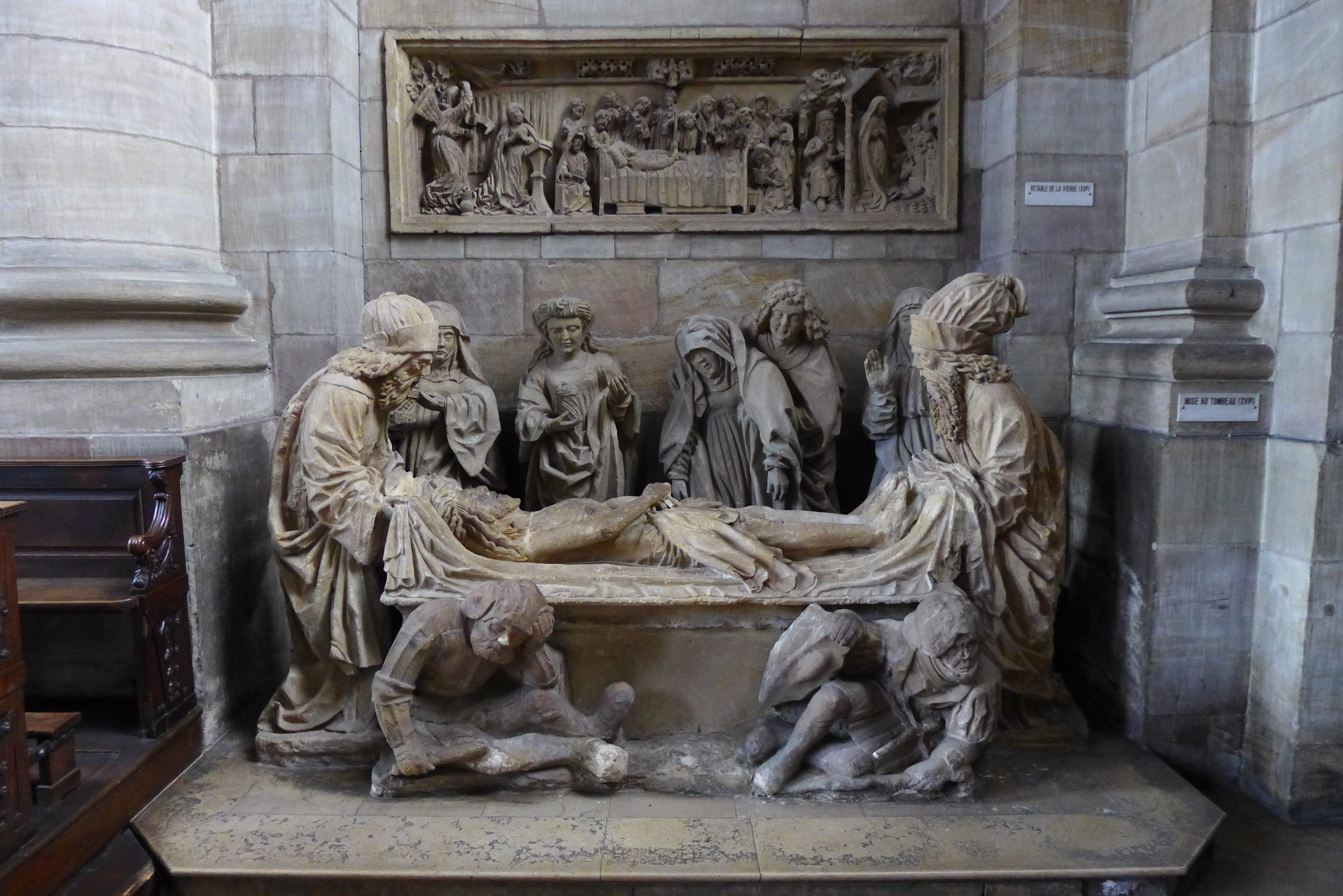
Heiliges Grab und Marienretabel
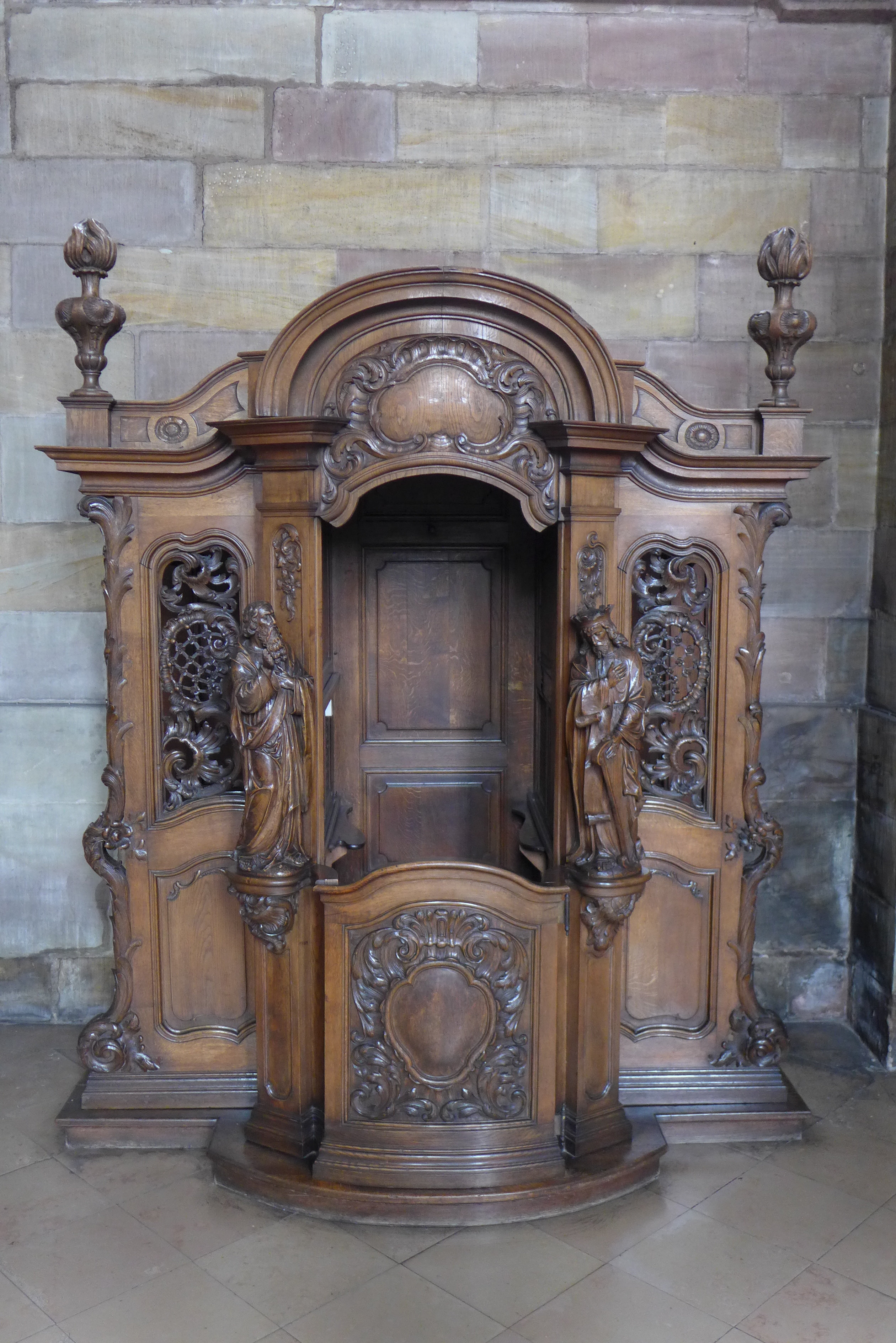
Beichtstuhl
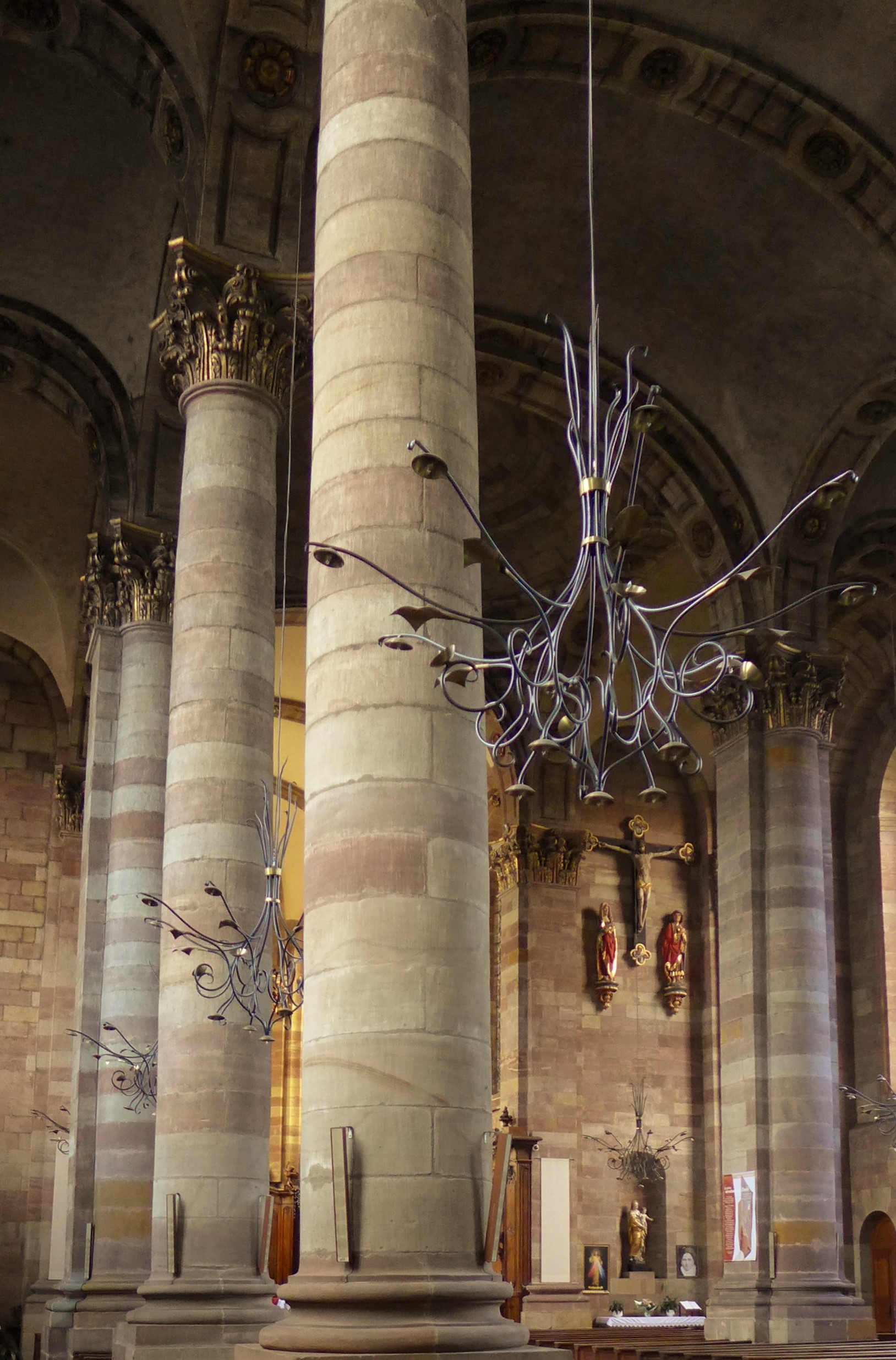
Blick aus dem linken Seitenschiff ins Querhaus
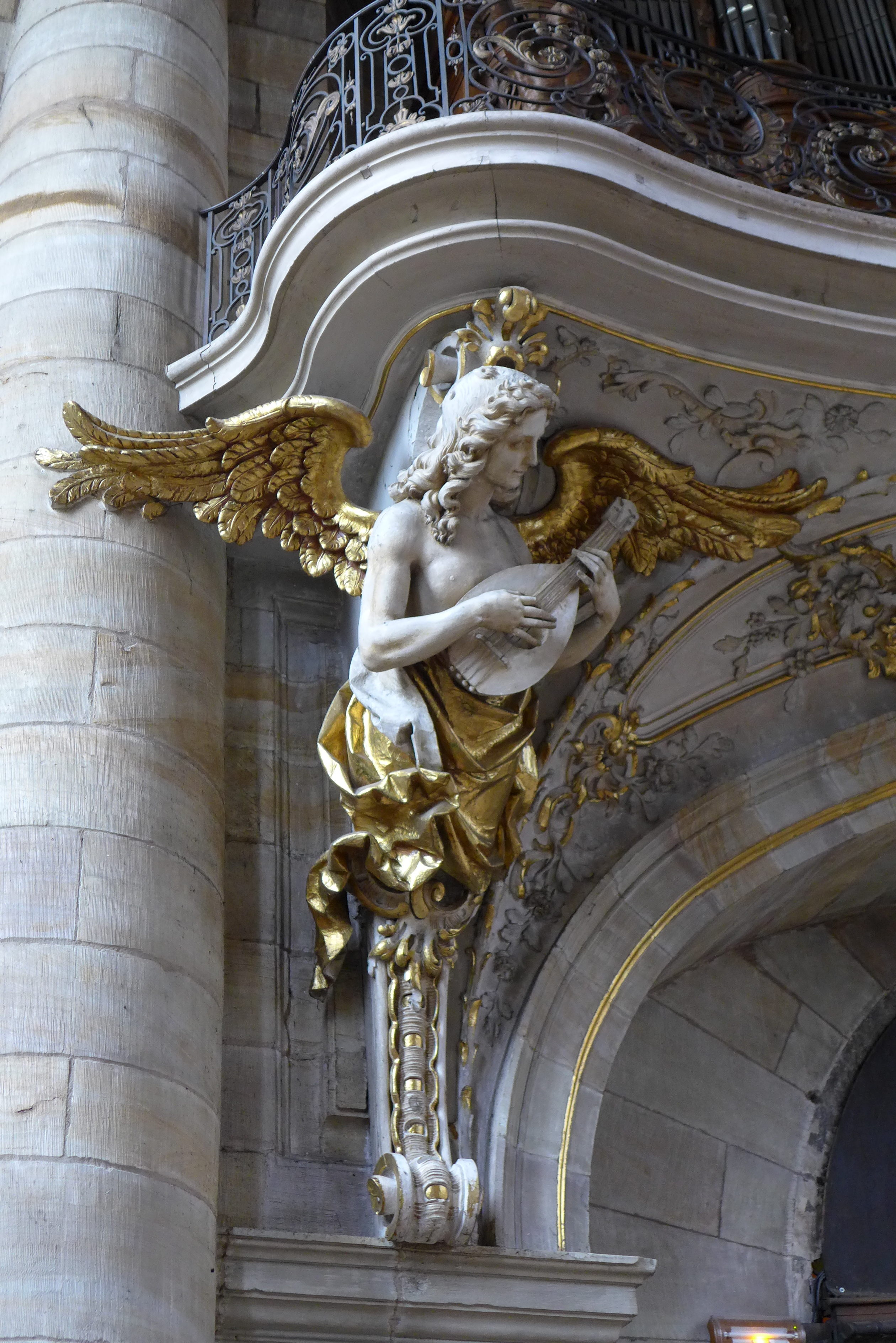
Musizierender Engel der Orgelempore

Die neobarocke Ausmalung der Gewölbe durch Waldemar Kolmsperger d. Ä. (1852–1943) geschah auf Initiative des damaligen Pfarrers Nikolaus/Nicolas Dicop und unter Vermittlung des Münchener Glasateliers Zettler. Kolmspergers Referenzstück war die Ausmalung der Kuppel der Pfarrkirche St. Nikolaus in Murnau am Staffelsee in den Jahren von 1893 bis 1895 mit der Darstellung des Jüngsten Gerichtes. Kolmspergers Sohn, Waldemar Kolmsperger d. J. (1881–1954), malte im wenige Kilometer von St. Avold entfernten Völklingen die Kuppel der neobarocken Versöhnungskirche in den Jahren von 1935 bis 1937 aus. Waldemar Kolmsperger d. Ä. wurde hinsichtlich seiner Arbeit in St. Nabor durch seinen elsässischen Schwiegersohn Franz Xaver Dietrich unterstützt. Die Gewölbe in St. Nabor thematisierten, eingerahmt in üppigen Stuckrahmungen, ausgehend vom Kircheneingang folgende Themen:
- 1. Joch: Der Tod
- 2. Joch: Das Jüngste Gericht
- 3. Joch: Die Hölle
- 4. Joch: Der Himmel
- Vierungsgewölbe: Die vier lateinischen Kirchenlehrer (Hieronymus, Ambrosius von Mailand, Augustinus von Hippo, Papst Gregor der Große) sowie die vier Evangelisten (Matthäus, Markus, Lukas, Johannes)
- Querhausgewölbe: Szenen des Marienlebens (Mariae Tempelgang und Mariae Himmelfahrt)
- 1. Chorgewölbe: Die Messe von Bolsena: Ein böhmischer Priester, der an der Transsubstantiation zweifelte, machte im Jahr 1263 auf einer Pilgerreise nach Rom Station in Bolsena. In der heiligen Messe brach er dort eine Hostie, aus der daraufhin Blut getropft sein soll. Daraufhin wurde in Orvieto von Papst Urban IV. das Fronleichnamsfest eingerichtet.
- 2. Chorgewölbe: Das letzte Abendmahl

Die Gewölbe der Seitenschiffe zeigten Engel mit den Leidenswerkzeugen Jesu. Darüber hinaus ergänzte Kolmsperger den bereits bestehenden Kreuzweg von St. Nabor aus dem Jahr 1860 um vier Stationsbilder. Für die Sakristei malte er vier Bilder zum Leben des heiligen Nikolaus von Myra, des Schutzpatrons Lothringens und Namenspatrons des damaligen Pfarrers Nikolaus/Nicolas Dicop („Nikolaus wird zum Bischof von Myra erhoben“, „Die Auferweckung der eingepökelten Knaben“, „Nikolaus verteilt Brot an Bedürftige“, „Tod des heiligen Nikolaus“). Die Bilder in der Sakristei haben als einzige Werke Kolmspergers in St. Nabor überdauert. Das Bischofszimmer des St. Avolder Pfarrhauses wurde ebenfalls von Kolmsperger mit einem Gemälde des heiligen Nikolaus (1,75 m × 0,80 m) ausgestattet.

### Kirchenfenster
Die aktuelle Verglasung der ehemaligen Abteikirche mit einer Gesamtfläche von 420 m² schuf der St. Avolder Künstlers Arthur Schouler (1927–1984) in den Jahren von 1969 bis 1971. Themen sind Flora und Fauna der göttlichen Schöpfung, die vier Elemente, die Kirche sowie die Vollendung der Schöpfung.
Ausgehend vom Eingang stellte Schouler im ersten Joch links die heimische Tier- und Pflanzenwelt an Mosel und Saar (Spalieräpfel- und Birnen, Mispeln, Mirabellen, heimische Vögel) und rechts die exotische Fauna und Flora (Löwen, Tiger, Leierschwänze, Pfauen, Fasane) dar.
Im zweiten Joch thematisierte der Künstler links die nachtaktiven Tiere (Mäuse, Fuchs, Fledermäuse, Eulen) und rechts die tagaktiven (Schafe, Ziegen, Gänse, Tagvögel, Büsche und Pflanzen).
Die Luft (links) mit Regen, Schnee und umherwirbelnden Blättern sowie die Erde (rechts) mit Bächen, Reihern, Störchen, Fröschen und Seerosen sind die Bildthemen des dritten Joches.
Im vierten Joch sind das Meer mit Fischen, Muscheln, Seesternen, Seepferdchen, Algen und Korallen auf der linken Seite und das Feuer mit Vulkanen, Rauch, Sonne, Planeten, Gewitter und Blitzen rechts gegenüber dargestellt.
Die Fenster des Querschiffes behandeln links die Eucharistie (Wundersame Brotvermehrung, Mannaregen, Weintrauben, Weizen, Schnecken, Eidechsen) und rechts die Auferstehung Jesu Christi.
In den beiden Chorjochen sind das Saatfeld als Symbol der Verbreitung des Evangeliums in der Welt (mit Kaninchen, Kornblumen, Klatschmohn, Weizen) und eine Hirtenszene (mit Eichhörnchen, Schmetterlingen, Efeu, Tannenzapfen und Eicheln) als Allegorie der guten Hirtenschaft Jesu (links) sowie das Haus Gottes aus lebendigen Steinen (1. Petrus 2,4–10 ; mit Katzen, Hähnen und Hennen) und die Geliebte des Hohenliedes als Hinweise auf die Liebe Christi zur christlichen Gemeinde (rechts) dargestellt.
Die Apsisfenster stellen die Herabkunft des Heiligen Geistes und damit die Gründung der christlichen Kirche (links; mit Engeln, die die Leidenswerkzeuge tragen) sowie das Himmlische Jerusalem (rechts; mit musizierenden Engeln) dar.
Die vorherige Verglasung mit neutestamentlichen Szenen, die die Tugenden des Evangeliums darstellten, war von der Münchener Firma „Königlich Bayerische Hofglasmalerei Franz Xaver Zettler“ im Jahr 1910 gefertigt worden. Zettler hatte bereits im Jahr 1907 die Kapelle des Metzer Priesterseminars ausgestattet, wodurch der St. Avolder Pfarrer Nikolaus/Nicolas Dicop wohl auf ihn aufmerksam wurde und ihn im Jahr 1909 mit der Neuverglasung von St. Nabor beauftragte.
Themen der Glasbilder waren:
- 1. Joch: Das Gleichnis vom Pharisäer und Zöllner, (Lk 18,9–14 EU), Tugend der Demut, (links); Das Gleichnis von den klugen und törichten Jungfrauen, (Matthäus 25,1-13 EU), Tugend der Wachsamkeit, (rechts)
- 2. Joch: Das Gleichnis vom verlorenen Sohn, (Lk 15,11–32 EU), Tugend der Bußfertigkeit (links); Das Gleichnis vom Reicher Mann und armer Lazarus|reichen Mann und vom armen Lazarus, (Lk 16,19–31 EU), Tugend der Barmherzigkeit (rechts)
- 3. Joch: Das Gleichnis vom barmherzigen Samariter, (Lk 10,25-37 EU), Tugend der Nächstenliebe (links); Martha und Maria, (Lk 10,38–42 EU), Tugend der Frömmigkeit (rechts)
- 4. Joch: Gleichnis vom guten Hirten, (Joh 10,1–16 EU), Tugend der Gottesliebe (links); Jesus und die Samariterin am Jakobsbrunnen, (Joh 4,1–42 EU), Tugend des Seelenheils (rechts)
- Querschiff: Die Weisen aus dem Morgenland, (Mt 2 EU), Tugend des Glaubens (links); Die Auferstehung Jesu (Mt 28,1–8 EU/Mk 16,1–7 EU/Lk 24,1–7 EU/Joh 20,1–18 EU), Tugend der Hoffnung (rechts)
- 1. Chorjoch: ornamentale Grisaille-Malerei (links); (rechts)
- 2. Chorjoch: St. Fidolin von Säckingen (links); St. Sigebald von Metz (rechts), angefertigt von Thomas Pierron, 1878
- Apsis: Maria und Josef (links); St. Nabor und St. Sigebald (rechts), angefertigt von der Metzer Glasmanufaktur Laurent-Charles Maréchal (1857)

Die neobarocken Motive und die Verglasungen von Pierron und Maréchal wurden allesamt durch den US-Artilleriebeschuss am 9. November 1944 zerstört. Daraufhin verschloss man die Fensteröffnungen bis zum Jahresende 1944 notdürftig. Eine Notverglasung aus Klarglas wurde im Jahr 1946 installiert. Diese Notverglasung hatte bestand bis zur Einsetzung der Fenster von Schouler.

### Querhaus

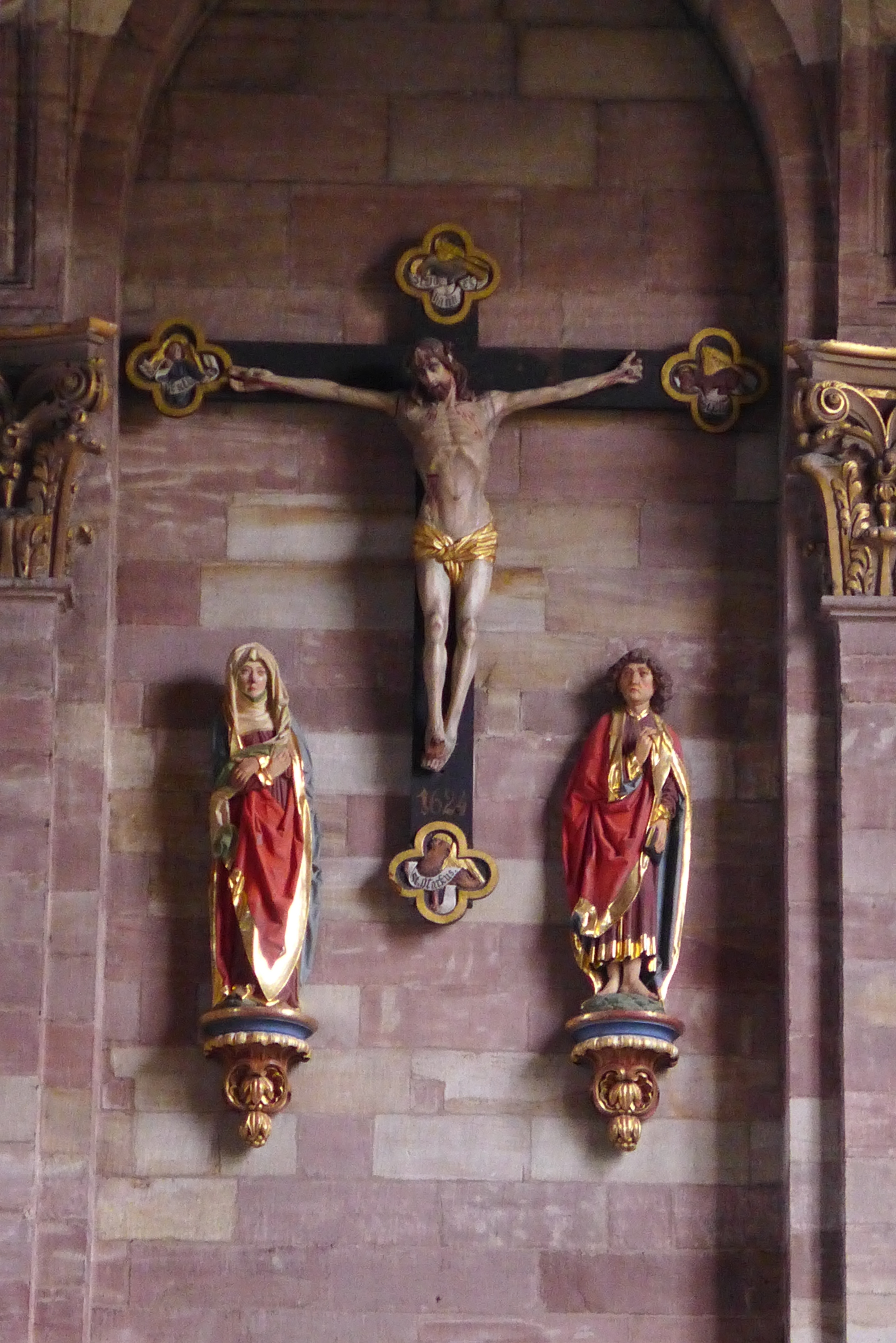
Kreuzigungsgruppe im Querhaus
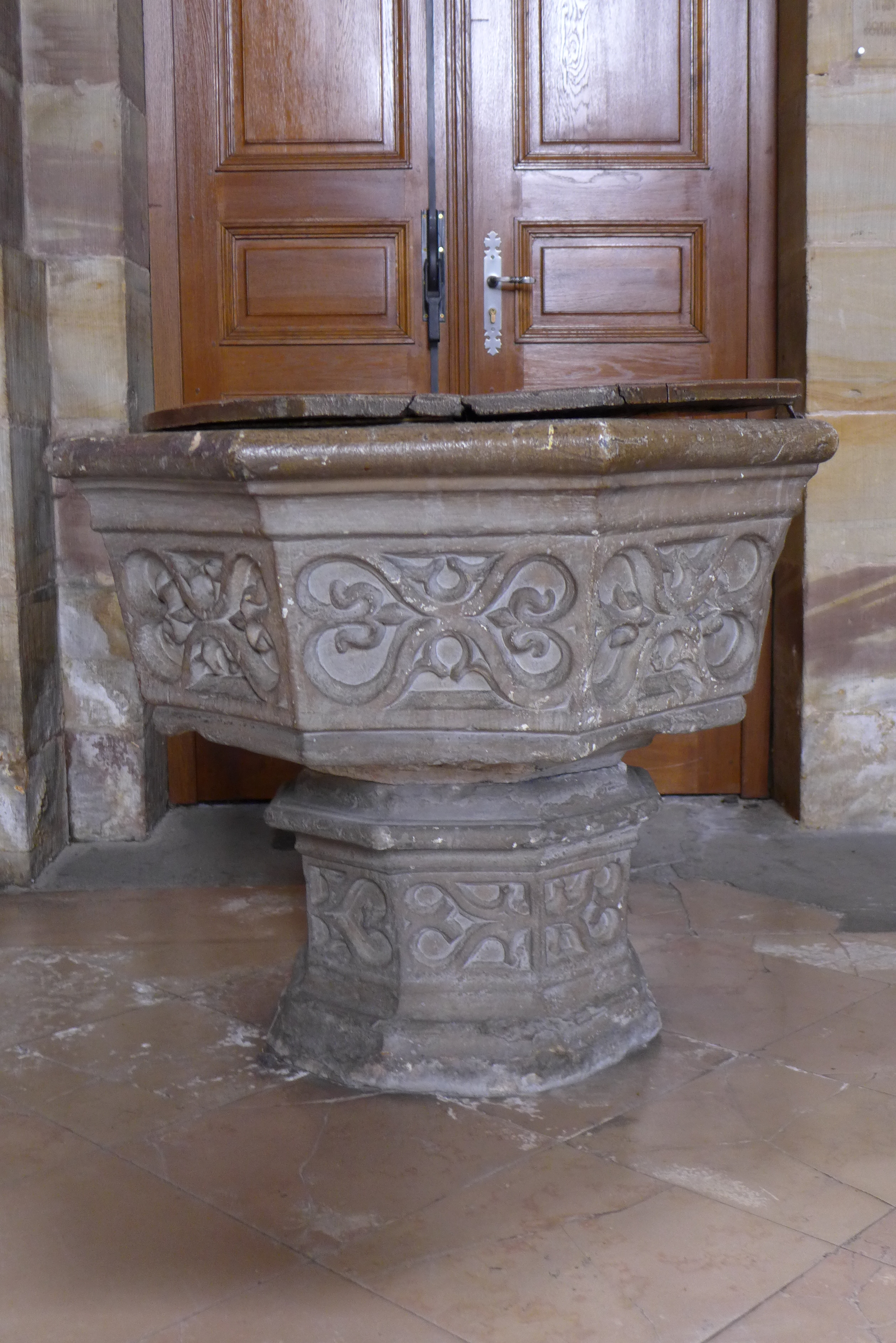
Gotisches Taufbecken im Querhaus
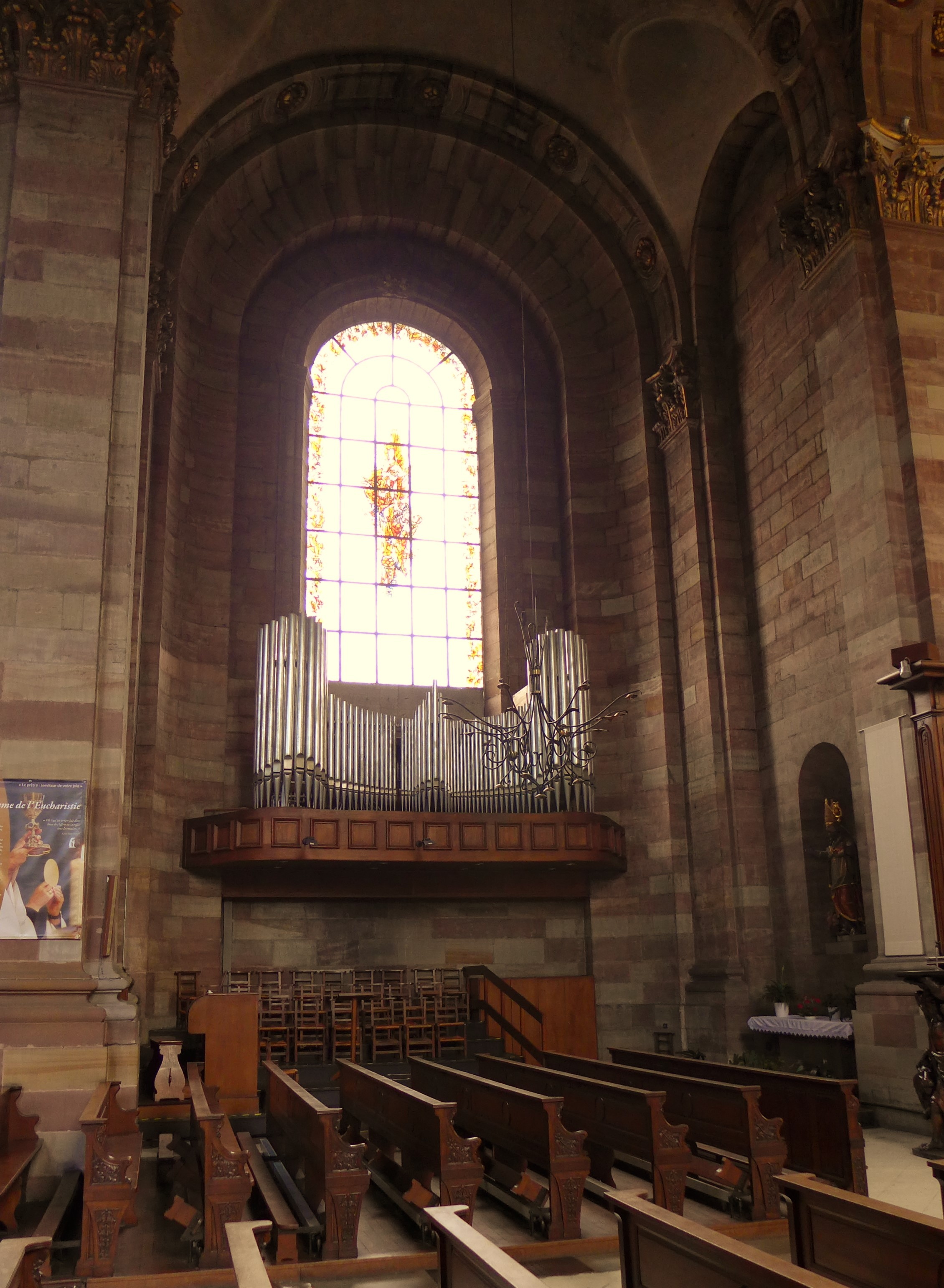
Orgel im Querhaus
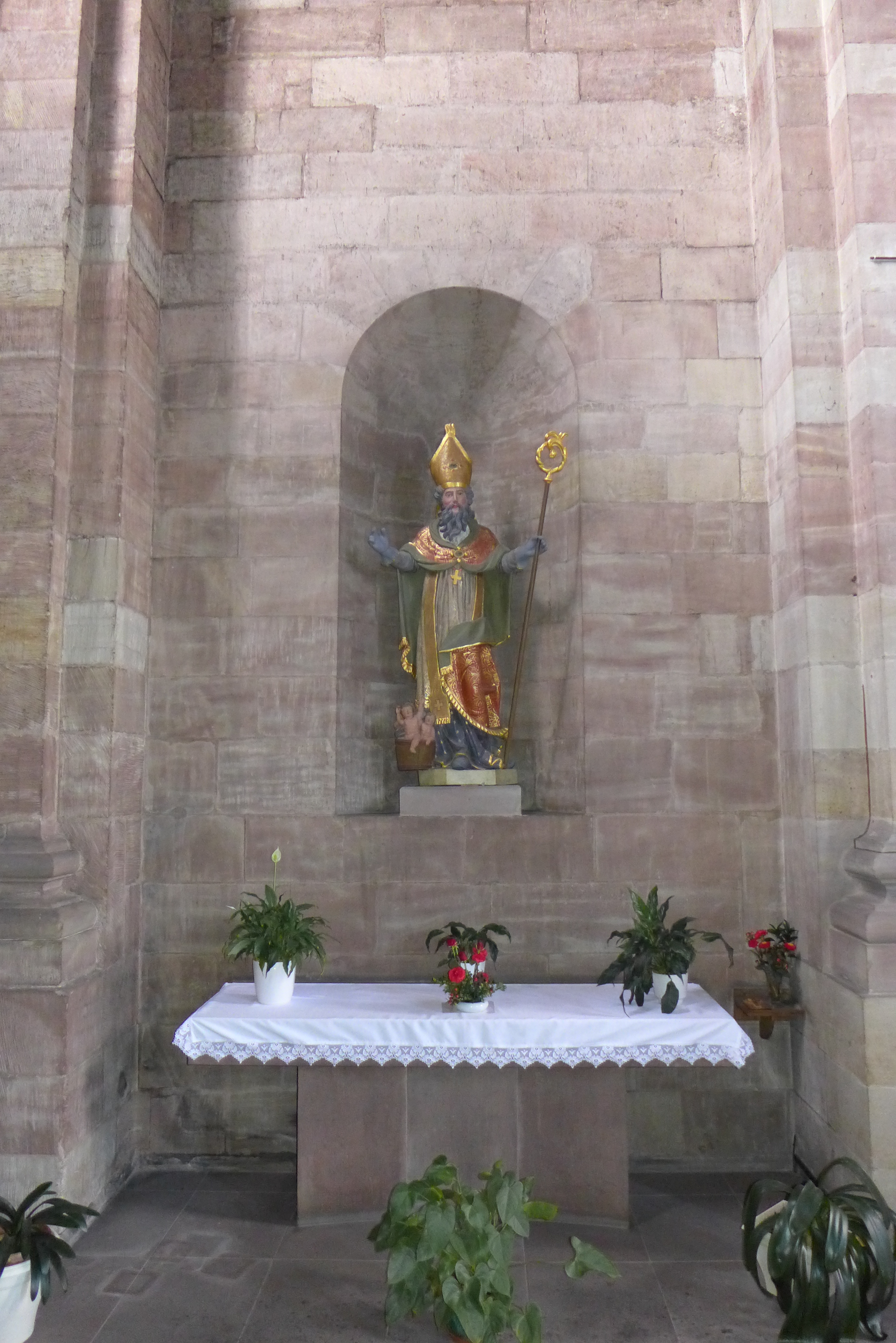
Nikolausaltar

Im rechten Teil des Querhauses hängt über dem Marienaltar eine farbig gefasste Kreuzigungsgruppe, die um das Jahr 1500 geschaffen wurde. Das Kreuz wird von Statuen der Jungfrau Maria (links) und des heiligen Johannes (rechts) flankiert. Die Kreuzarme sind in Vierpass-Medaillons mit den Symbolen der vier Evangelisten geschmückt. Die Jahreszahl 1624 weist auf die Restaurierung des Kreuzes hin, die der St. Avolder Kommendatar-Abt Jean des Porcelets de Maillane, der Gründer des nach ihm benannten Dorfes Porcelette bei St. Avold, in Auftrag gegeben hatte. Jean des Porcelets amtierte von 1609 bis zu seinem Tod 1624 als Bischof von Toul und schloss die Abtei St. Nabor im Jahr 1607 dem Klosterverband der Abtei St. Vitonus et St. Hydulph in Verdun an. Er ermöglichte ihr dadurch in der Epoche nach dem Konzil von Trient einen neuen geistigen und kulturellen Aufschwung.
Das gotische Taufbecken stammt noch aus der ehemaligen St. Avolder Stadtkirche St. Peter und Paul. Die Nische des linken Querhauses schmückt seit dem Jahr 2003 eine restaurierte Statue des heiligen Nikolaus von Myra, des Schutzpatrons von Lothringen. Diese barocke Holzskulptur, die vermutlich im Jahr 1773 gefertigt wurde, stammt ebenfalls aus der Stadtkirche St. Peter und Paul. Am Eingang zum Chorbereich steht – zum Ambo umgebaut – ein Teil der neobarocken Kanzel, die im Jahr 1924 von der Firma Boehm im elsässischen Mülhausen gefertigt worden war.
Die Skulptur des Marienaltars wurde im Jahr 2012 in der Kirche aufgestellt. Sie stammt aus dem Metzer Diözesanmuseum und wurde im 18. Jahrhundert gefertigt.

### Chorbereich

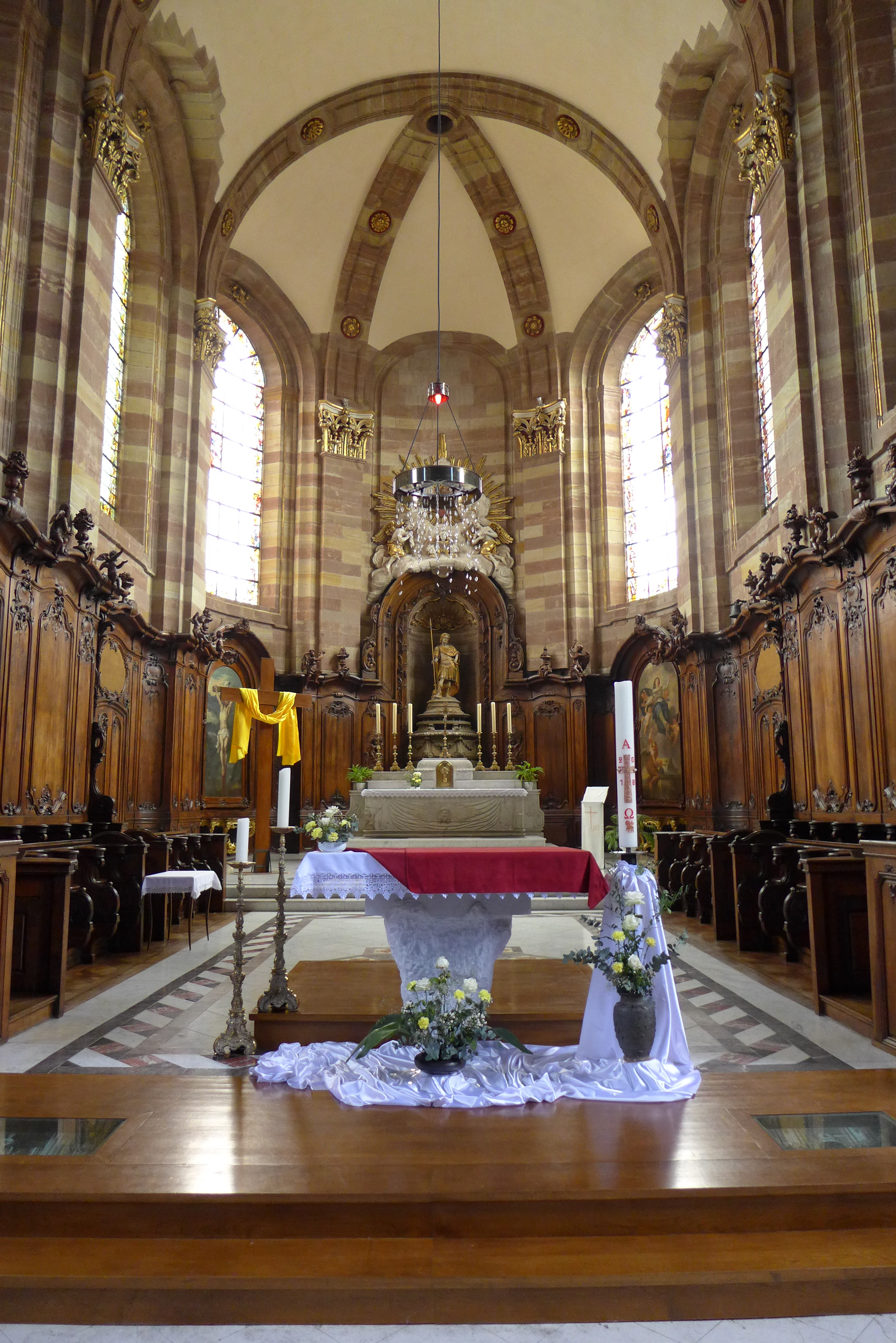
Moderner Zelebrationsaltar
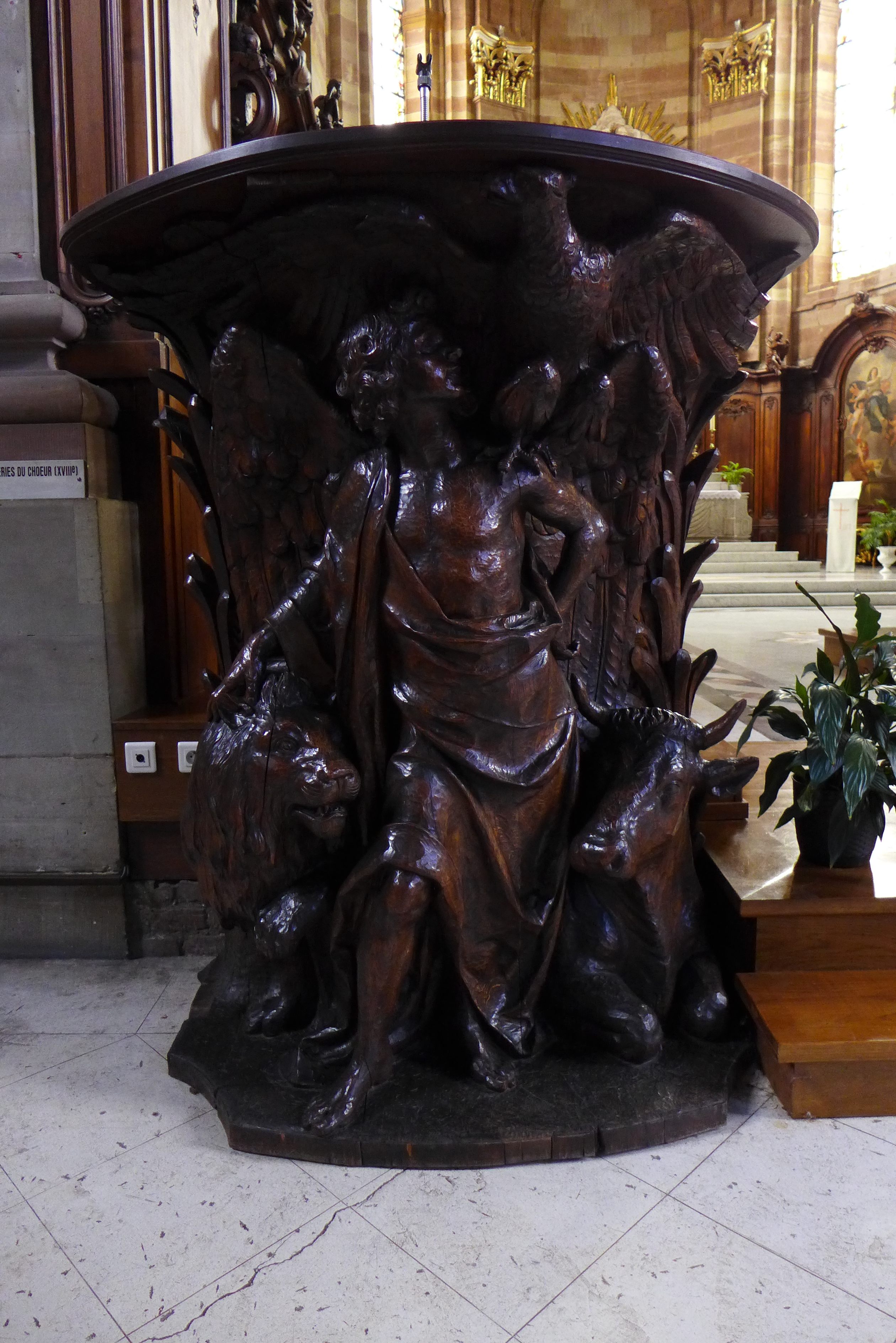
Ambo aus dem Fuß des ehemaligen Kanzelkorbes
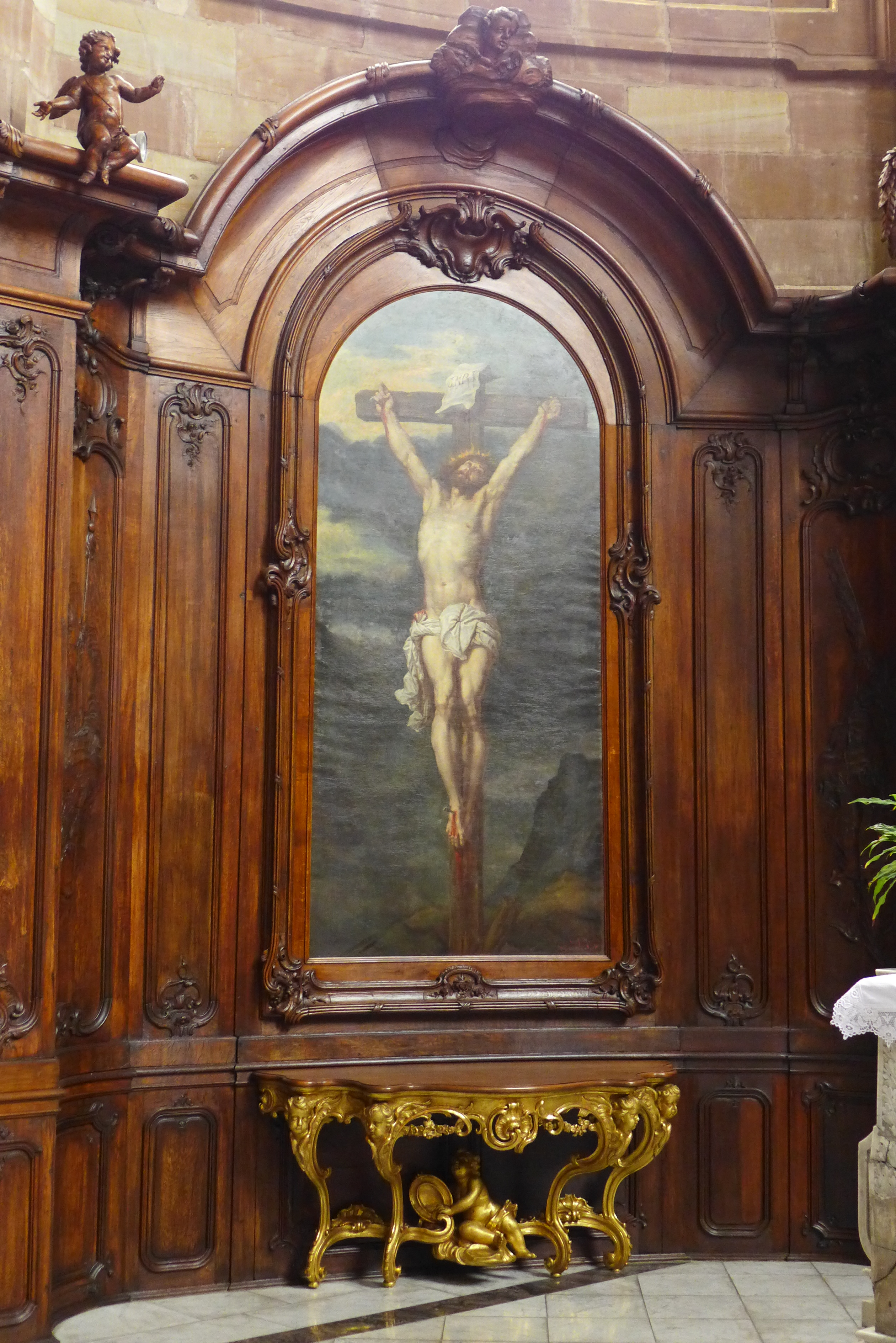
Ölgemälde „Kreuzigung“
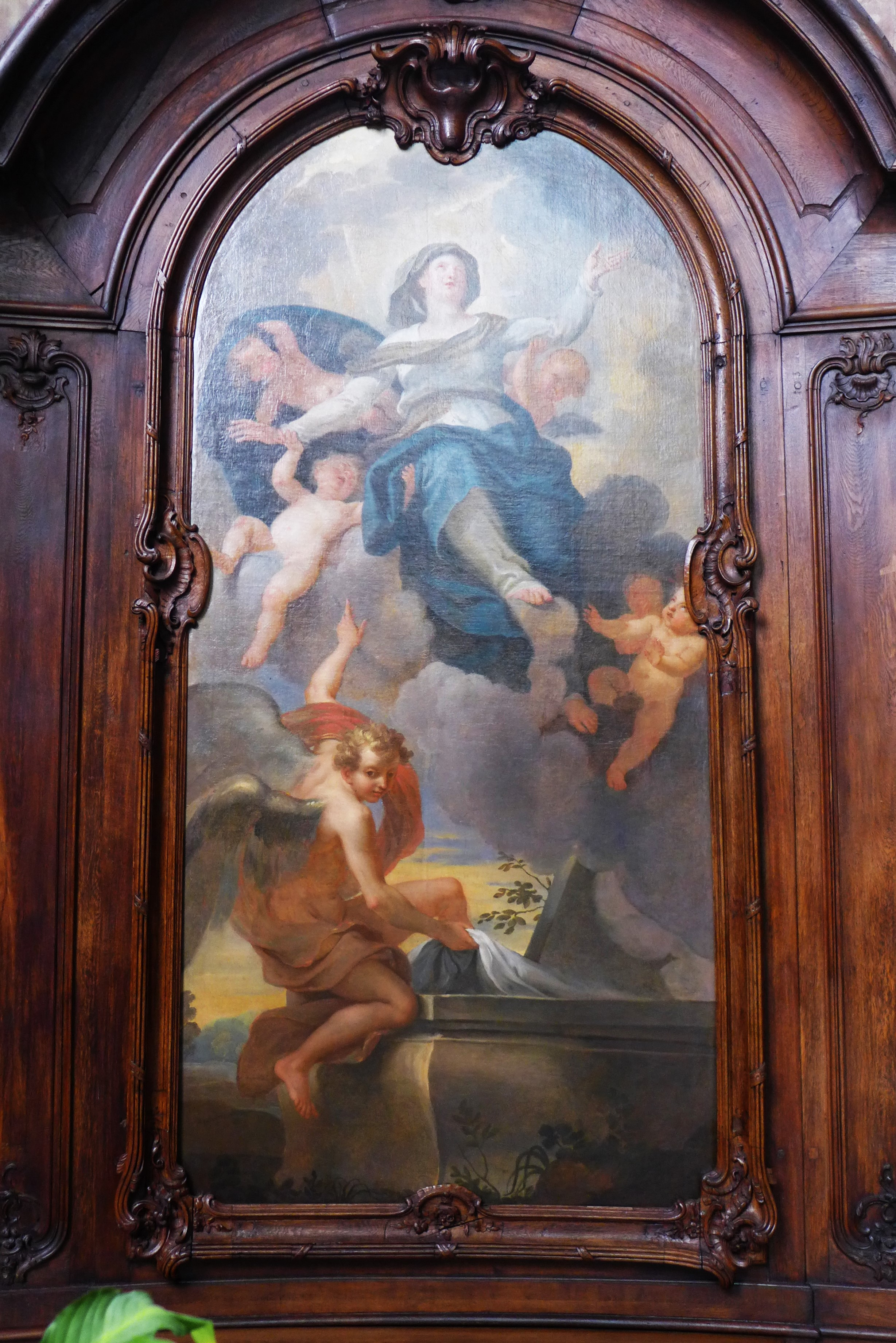
Ölgemälde „Mariae Himmelfahrt“
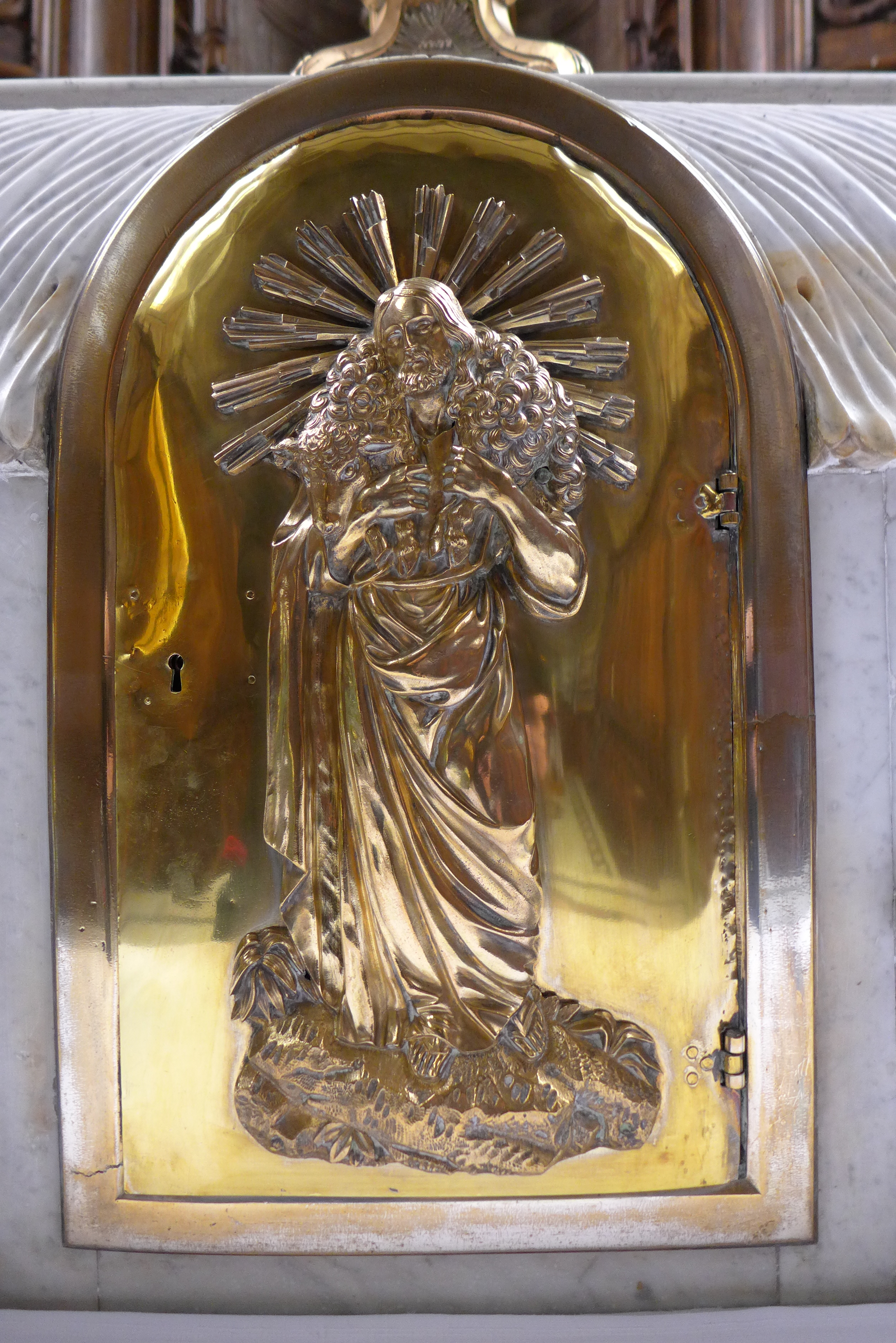
Tabernakeltür mit der Darstellung Jesu als Gutem Hirten
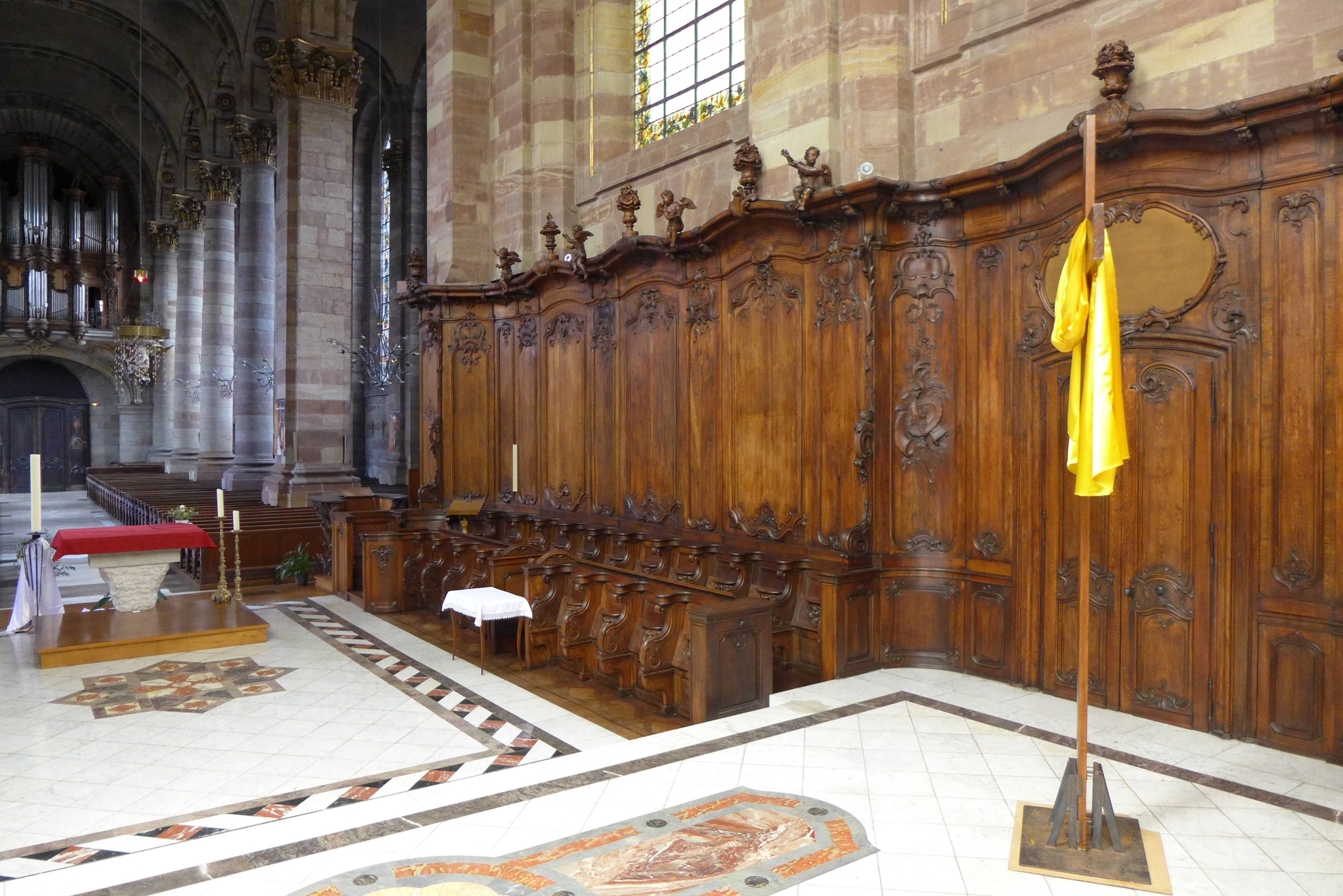
Wandvertäfelung und Chorgestühl
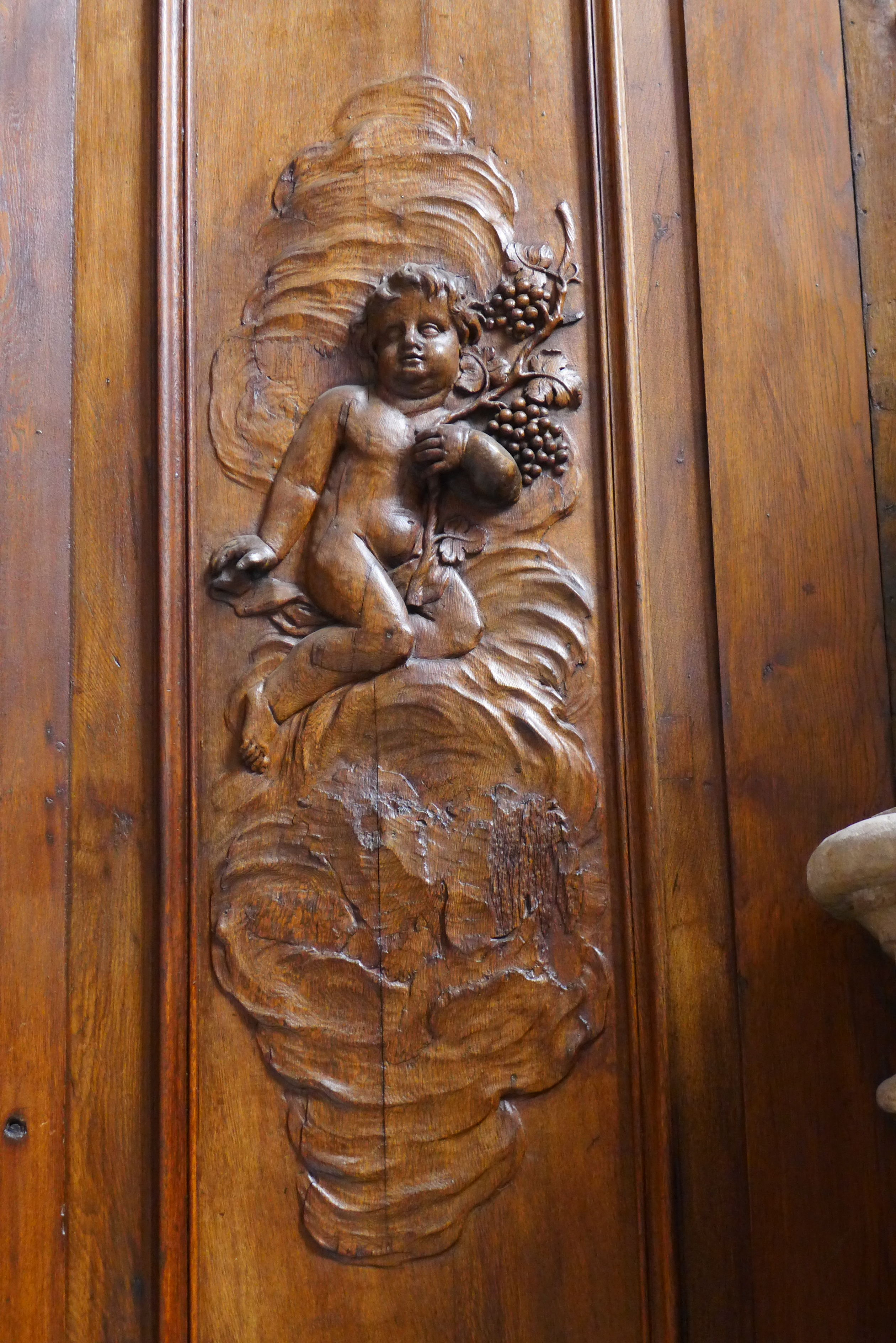
Detail der Vertäfelung mit Putto
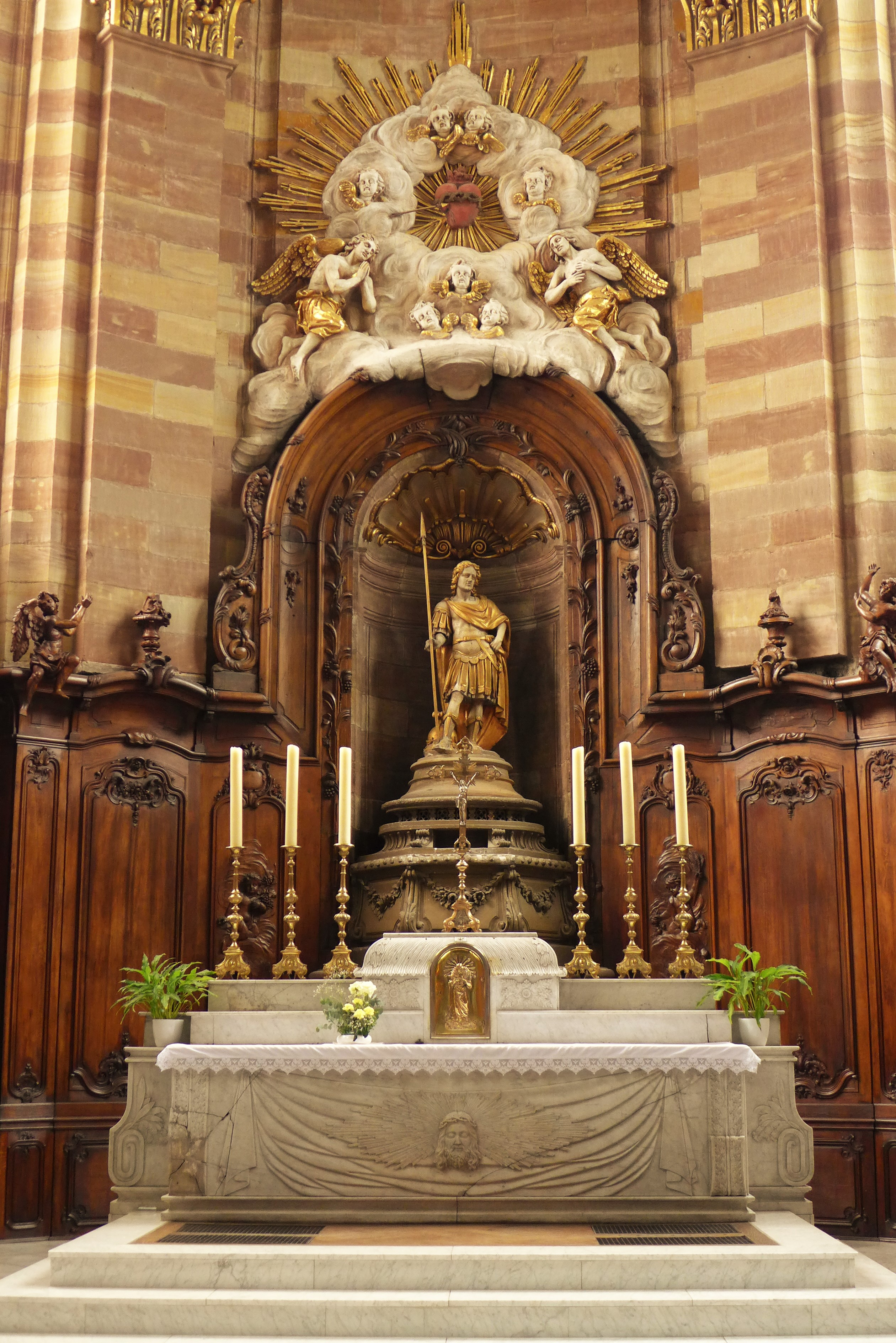
Hochaltar

Zentrum der den ganzen Chorbereich umziehenden Holzvertäfelungen (4,60 m Höhe) mit dem barocken Chorgestühl (42 Chorstühle) ist der Hochaltar, in dessen Nische sich die Statue des heiligen Nabor befindet. Das gesamte Ensemble entstammt der Werkstatt des Holzschnitzers Jacques Gounin. Das rechts eingefasste Ölgemälde stellt die Himmelfahrt Mariens dar und wird dem St. Avolder Maler Joseph Melling (1724–1796) zugeschrieben. Das zugehörige Pendant von Melling mit der Auferstehung Christi, das links vom Hochaltar angebracht war, ist seit dem Kriegsjahr 1944 verlustig. Es wurde im Jahr 2010 durch eine Darstellung der Kreuzigung nach Anthonis van Dyck ersetzt. Die Signatur des Gemäldes lautet C.R.M. 1862 d´après van Dyck, der Maler war Charles-Raphaël Maréchal (1825–1888) aus Metz. Es ist eine Leihgabe des französischen Justizministeriums und befand sich von 1869 bis 2001 im Justizpalast von Metz. Unter beiden Gemälden befinden sich üppige Rokoko-Kredenzen aus dem 18. Jahrhundert mit Putto-Engeln zwischen den gebogenen Tischbeinen.
Die Hochaltarnische wird bekrönt von einer Aureole aus Goldstrahlen und Wolkenkränzen aus Stuck, aus der sieben geflügelte Engelsköpfe hervorlugen. Im Zentrum erscheint, flankiert von anbetenden Engeln, das dornenumringte und durchbohrte Heiligste Herz Jesu als Symbol der göttlichen Liebe, aus dem Flammen emporschlagen. Der obere Teil dieses Altarschmuckes wurde bei den Wiederaufbauarbeiten nach dem Zweiten Weltkrieg im Rahmen einer Purifizierungsmaßnahme abgenommen und zerstört. Unter dem Chorbereich befindet sich die Krypta der Abteikirche.

## Orgeln

### Hauptorgel

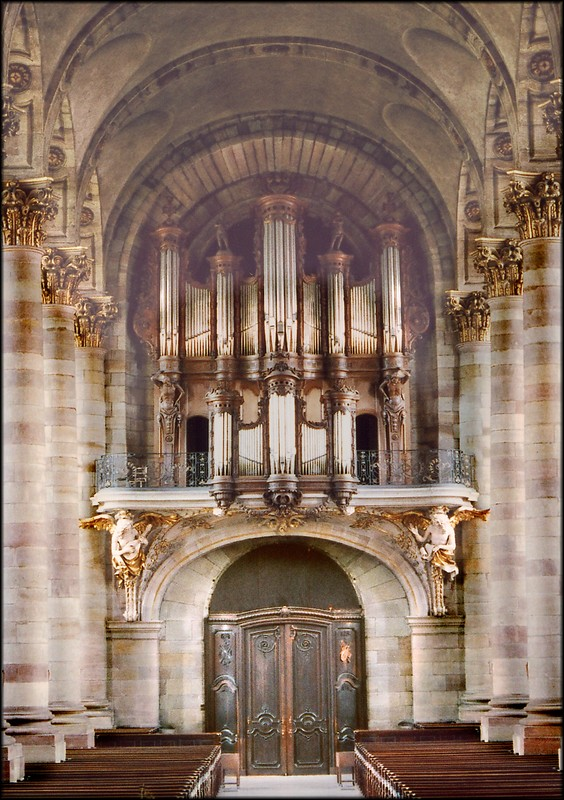
Hauptorgel von Barthélemy Chevreux aus dem Jahr 1770

Die Hauptorgel wurde ursprünglich 1770 von Barthélemy Chevreux erbaut und nach mehreren Umbauten 1987 von Yves Koenig rekonstruiert.
| I Rückpositiv/Positif AA,C,D–d3 |            |         |
| 1.                              | Montre     | 8′      |
| 2.                              | Bourdon    | 8′      |
| 3.                              | Prestant   | 4′      |
| 4.                              | Flûte      | 4′      |
| 5.                              | Nazard     | 2′ 2/3  |
| 6.                              | Doublette  | 2′      |
| 7.                              | Tierce     | 1′ 3/5  |
| 8.                              | Larigot    | 1′ 1/3  |
| 9.                              | Fourniture | III rgs |
| 10.                             | Cymbale    | II rgs  |
| 11.                             | Cromhorne  | 8′      |
| 12.                             | Hautbois   | 8′      |

| II Hauptwerk/Grand-Orgue AA,C,D–d3 |                  |         |
| 13.                                | Bourdon          | 16′     |
| 14.                                | Montre           | 8′      |
| 15.                                | Bourdon          | 8′      |
| 16.                                | Prestant         | 4′      |
| 17.                                | Nazard           | 2′ 2/3  |
| 18.                                | Doublette        | 2′      |
| 19.                                | Quarte de nazard | 2′      |
| 20.                                | Tierce           | 1′ 3/5  |
| 21.                                | Grand Cornet     | V rgs   |
| 22.                                | Fourniture       | IV rgs  |
| 23.                                | Cymbale          | III rgs |
| 24.                                | Trompette        | 8′      |
| 25.                                | Clairon          | 4′      |
| 26.                                | Voix Humaine     | 8′      |

| III Solowerk/Récit g0–d3 |             |       |  |
| 27.                      | Flûte trav. | 8′    |  |
| 28.                      | Cornet      | V rgs |  |
| 29.                      | Trompette   | 8′    |  |

| IV Echowerk/Echo g0–d3 |           |         |
| 30.                    | Bourdon   | 8′      |
| 31.                    | Prestant  | 4′      |
| 32.                    | Cornet    | III rgs |
| 33.                    | Chalumeau | 8′      |

| Pedal/Pédale AA,C,D–e1 |           |     |
| 34.                    | Bourdon   | 16′ |
| 35.                    | Flûte     | 8′  |
| 36.                    | Prestant  | 4′  |
| 37.                    | Bombarde  | 16′ |
| 38.                    | Trompette | 8′  |
| 39.                    | Clairon   | 4′  |

### Chororgel
Die Disposition der im Jahr 1957 erbauten Chororgel lautet:
| I Hauptwerk/Grand Orgue |           |    |
| 1.                      | Montre    | 8′ |
| 2.                      | Bourdon   | 8′ |
| 3.                      | Prestant  | 4′ |
| 4.                      | Doublette | 2′ |

| II Schwellwerk/Récit expressif |                  |        |
| 5.                             | Flûte à cheminée | 8′     |
| 6.                             | Flûte            | 4′     |
| 7.                             | Nazard           | 2′ 2/3 |
| 8.                             | Cymbale          | II rgs |
| 9.                             | Cromorne         | 8′     |

| Pedal/Pédale |             |     |
| 10.          | Sousbasse   | 16′ |
| 11.          | Octavebasse | 8′  |

## Glocken
Die ehemalige Abteikirche St. Nabor verfügt aktuell über fünf Glocken. Der Viertelstundenschlag erfolgt durch die Marienglocke und die Johanna-von-Orléans-Glocke. Die vollen Stunden werden durch die Herz-Jesu-Glocke geschlagen. Die Herz-Jesu-Glocke ist die einzige Glocke, die die Requirierungen der NS-Zeit überstand. Sie wurde am 4. August 1920 in Annecy bei der Gießerei „Les Fils de Georges Paccard“ gegossen und am 14. November 1920 durch den Metzer Bischof Pelt geweiht. Die übrigen vier Glocken wurden in der Glockengießerei „Louis Bollée“ in Orléans gegossen und am 13. Juli 1947 geweiht. Die Marienglocke und die Johanna-Glocke befinden sich im nördlichen Chorflankenturm, die Nabor-Glocke sowie die Benedikt-Glocke hängen im südlichen Chorflankenturm. Von den vorherigen Glocken waren 19 in der Französischen Revolution requiriert worden, drei während des Ersten Weltkrieges im Jahr 1917 sowie das vierundzwanzigteilige Glockenspiel während des Zweiten Weltkrieges im Jahr 1944 im Rahmen der sogenannten Metallspende des deutschen Volkes.
| Glocke | Name                         | Nominal (16tel) | Gewicht | Durchmesser |
| ------ | ---------------------------- | --------------- | ------- | ----------- |
| 1      | Heiligstes Herz Jesu         | sol2            | 6000 kg | 2100 mm     |
| 2      | Heiliger Nabor               | do3             | 1918 kg | 1460 mm     |
| 3      | Jungfrau Maria               | ré3             | 1310 kg | 1290 mm     |
| 4      | Heilige Johanna von Orléans  | mi3             | 0962 kg | 1150 mm     |
| 5      | Heiliger Benedikt von Nursia | sol3            | 0518 kg | 0950 mm     |

## Äbte
Die Reihe der Äbte, die das Kloster in seiner rund tausendjährigen Geschichte leiteten, umfasst mehr als 50 Namen. Die fehlerhafte Abtliste von Brusch (1682) wurde durch Calmet (1728) verbessert und fortgeführt, dessen Aufstellung übernommen und fortgeführt in Gallia christiana, Bd. 13 (1785). Weitere Ergänzungen in der vorliegenden Liste, welche die letzten Jahrzehnte des Klosters betreffen, erfolgten nach Calmet (1756), Tribout de Morembert (1979) und Auguste (1934).
- Adelardus
- Amandus (I.)
- Rabigardus
- Vasco (belegt 787–791)
- Aldricus
- Constantinus
- Helpradus
- Theopertus
- Villericus
- Vadolphus
- Tempertus
- Adelmodus
- Rudolphus
- Albertus
- Fridericus (I.)
- Daniel
- Everardus
- Guerdinus
- Richio (belegt 1121)
- Albericus (belegt 1140–1150)
- Johannes (I.) (belegt 1165)
- Tydevinus
- Godefridus (belegt 1175)
- Reinerius
- Bertrannus (belegt 1220)
- Folmarus (I.) (belegt 1252–1257)
- Nicolaus (I.) (belegt 1262–1283)
- Fridericus (II.) (belegt 1290–1305)
- Folmarus (II.) (belegt 1309)
- Johannes (II.) (belegt 1313–1314)
- Folmarus (III.) (belegt 1330–1357)
- Thillemannus (belegt 1363–1373)
- Conzemanus (belegt 1383–1393)
- Carolus (belegt 1403)
- Colinus (belegt 1411)
- Nicolaus (II.) (belegt 1413–1423)
- Diedericus (belegt 1427–1457)
- Ulricus von Vintrange (belegt 1458)
- Adam von Ruplingen (1483–1513)
- Matthias von St. Maximin (1513–1518)
- Nikolaus von Maes (Nikolaus (III.) de Sainte-Aldegonde (1518–1532)
- Henry (I.) von Utrecht (bis 1545)
- Valentin du Châtelet (bis 1549)
- Amandus (II.) von Lüttich (ab 1549)
- Johannes (III.) von Saint-Avold (ab 1551)
- Johannes (IV.) von Koblenz (1571–1578)
- Johannes (V.) von Trier (ab 1578)
- Nicolaus (IV.) Peltre (ab 1598)
- Marcel Hann von Trier (ab 1606)
- Pulchrone Lavignon (1624–1660)
- Henry (II.) Henezon (ab 1660)
- Mathieu Galliot (1666–1709)
- André Royer (1701–1723)
- Sebastien Mourot (ab 1722)
- Joseph Baudinot (1744–1763)
- Henri-Ignace Chaumont de La Galaizière (Kommendatarabt 1763–1771, vertreten durch Prior Jacques Haxo)
- Claude Bonnaire (letzter Prior)

## Pfarrer
Seit der Umwandlung der Abtei zur Pfarrei wurde St. Nabor von folgenden Pfarrern geleitet:
- 1802–1841: Jean Nicolas Houllé
- 1841–1880: Lambert Poncelet
- 1880–1906: Georg August/Georges Auguste Lemire
- 1906–1929: Nicolaus/Nicolas Dicop
- 1929–1930: Joseph Egloff (Administrator)
- 1930–1946: Albert Meyer
- 1946–1961: Georges Klein
- 1961–1970: René Stock
- 1970–1971: François Stocklouser
- 1971–1980: Jean Boyon
- 1980–1980: Deniz Hantz (Administrator)
- 1980–1990: Charles Stephan
- 1990–2001: Bernard Blum
- 2001–2009: Emile Demmerlé
- 2009–2023: Olivier Riboulot
- 2023–ad multos annos: Grégoire Corneloup

## Wallfahrten

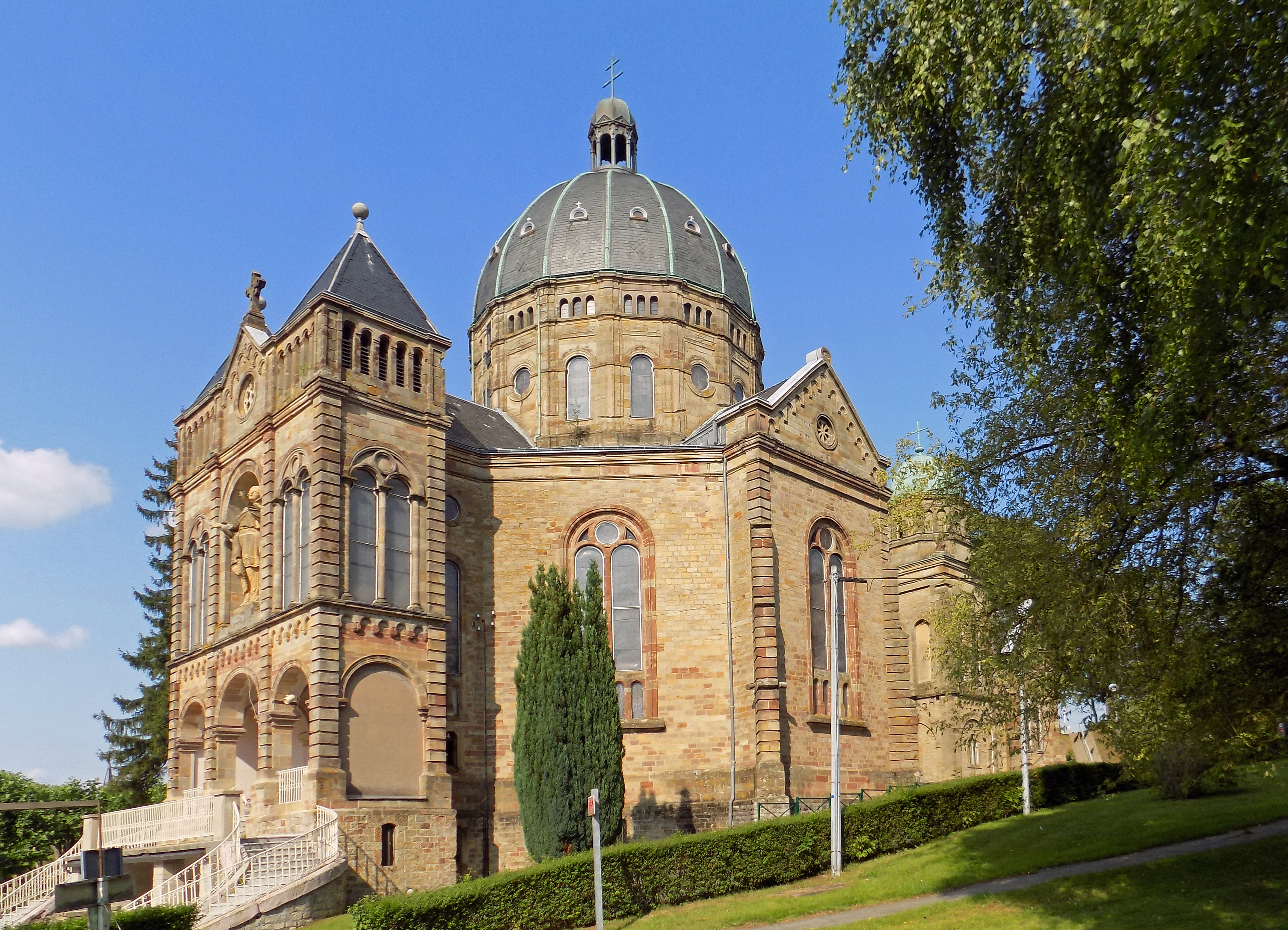
Die aus der Walmer Kapelle hervorgegangene St. Avolder Maria-Hilf-Basilika (Basilique Notre-Dame-de-Bon-Secours), die sich etwa 600 m oberhalb der Abteikirche St. Nabor am Hang des Walmer Berges befindet

### Marienwallfahrt
Im 16. Jahrhundert errichtete die Abtei St. Nabor am Weg nach Walmen eine Kapelle („Walmer Kapelle“, die heutige Maria-Hilf-Basilika) zum Dank dafür, dass die protestantische Reformation in St. Avold nicht Fuß fassen konnte. Die Wallfahrt entwickelte sich mehr und mehr, sodass die Abtei von Baumeistern aus dem nahegelegenen Saarlouis im Jahr 1685 einen Neubau erstellen ließ. In den Wirren der Französischen Revolution wurde der Sakralbau im Jahr 1793 von Revolutionsanhängern vollständig zerstört, jedoch konnte das Gnadenbild gerettet und versteckt werden. Von 1806 bis 1806 errichtete man eine neue Kapelle und das Gnadenbild wurde unter großer Beteiligung der Bevölkerung wieder aufgestellt. Im Jahr 1901 wurde die Kapelle erneut erweitert und am 31. August 1932 erhob Papst Pius XI. das Marienheiligtum zu einer Basilika minor. Jährlich findet eine deutsch-französische Marienwallfahrt nach St. Avold statt, in deren Rahmen die Reliquien des hl. Nabor in der ehemaligen Abteikirche ausgestellt werden und eine anschließende Prozession zur Maria-Hilf-Basilika veranstaltet wird.

### Jakobsweg
Die ehemalige Abteikirche ist eine Station des Jakobsweges von Worms nach Metz, der von der Jakobusgesellschaft (Rheinland-Pfalz/Saarland) organisiert wird.